# セバスチャン・ベッテル
- セバスチャン・ヴェッテル
- セバスチャン・フェテル

セバスチャン・ベッテル（Sebastian Vettel, 1987年7月3日 - ）は、西ドイツ・ヘッセン州ヘッペンハイム出身のレーシングドライバー。姓はドイツ語読みに近い「フェテル」と表記されることもある。
2010年、2011年、2012年、2013年のF1ドライバーズチャンピオン。史上最年少ドライバーズチャンピオン・史上最年少優勝をはじめ、F1において数々の最年少記録を樹立する目覚ましい活躍をした。

## 初期の経歴
1995年にカートを始め、2002年までにドイツ・ジュニアカート選手権（2001年・2002年）、ヨーロッパICAジュニア選手権（2001年）などでチャンピオンタイトルを獲得した。1998年よりオーストリアの飲料メーカーレッドブルの支援をうけ、育成プログラム（ジュニアチーム）の一員として成長していくことになる。
2003年にはドイツフォーミュラ・BMW選手権に、「ADAC ベルリン・ブランデンブルク」チームから参戦し、初年度は19戦中5勝でランキング2位。2年目となる2004年には20戦中18勝、ポールポジション14回、ファステストラップ13回、全戦表彰台という圧倒的な成績でチャンピオンとなった。
2005年にはF3ユーロシリーズに「ASL ミュッケ・モータースポーツ」チームから参戦し、総合ランキングで5位。ルーキーの中ではトップという上々の成績で終えたものの、この年の選手権はルイス・ハミルトンに完全に支配されたものであり、未勝利に終わった。
前年のフォーミュラ・BMWでの活躍により、9月27日にはF1のウィリアムズ（BMWエンジンユーザー）をテストする機会を与えられ、同チームのFW27をドライブした。その後BMWザウバーのテストにも参加している。
2006年も引き続きF3ユーロシリーズに参戦したが、7月半ばにイタリアのミサノで開催されたフォーミュラ・ルノー3.5に「カーリン・モータースポーツ」チームからスポット参戦し、開催された2レースともに優勝を飾った。第1レースでは首位と2位でゴールした選手にペナルティが課されたため、3位でチェッカーを受けたベッテルが繰り上がり優勝となった。第2レースはポール・トゥ・ウィンを飾っている。
スパ・フランコルシャンで開催された次戦、雨の中行われた第1レースにおいて、オー・ルージュの頂上付近でクラッシュを喫し、その際に指の骨に達するほどの切傷を負った。幸い切断にはいたらなかったが、数週間はレース参加が不可能と思われる重傷であった。しかし、この負傷にもかかわらず、翌週にはマスターズF3に出走し6位を記録している。

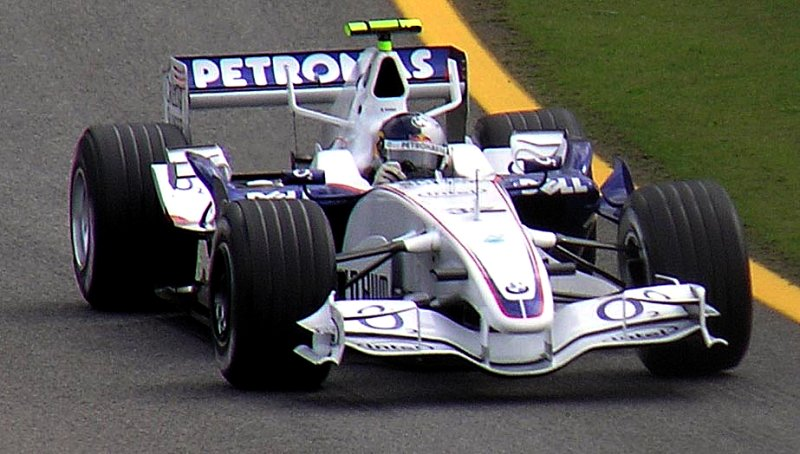
2006年F1最終戦ブラジルGP、金曜日にBMWザウバー・F1.06を駆るベッテル

8月、BMWザウバーはそれまでレギュラードライバーだったジャック・ヴィルヌーヴがチームを去り、サードドライバーのロバート・クビサをレギュラードライバーに昇格させたため、代わりのサードドライバー兼テストドライバーを探していた。BMWザウバーは当初よりベッテルを候補としていたが、ベッテルがレッドブルの契約ドライバーだったという事情もあり、BMWザウバーとレッドブルの間で交渉の結果、ベッテルはレッドブルからBMWザウバーへ2年契約で貸し出されることとなった。
ベッテルは同チームのサードドライバーとして8月末の第14戦トルコGPから最終戦ブラジルGPまでの5戦で帯同し、金曜日のフリー走行に出走した。初走行となったトルコGPの金曜フリー走行でトップタイムを記録し注目を集めた。
F3ユーロシリーズでは20戦中4勝をあげてランキング2位。フォーミュラ・ルノー3.5では3レースのみの参戦ながらランキング15位。同年にカーリン・モータースポーツから参戦した4人のドライバーの中では唯一優勝を記録した。
2007年は引き続きBMWザウバーのテストドライバーを務めるとともに、フォーミュラ・ルノー3.5にシーズン途中まで参戦した。

## F1

### BMWザウバー時代

#### 2007年

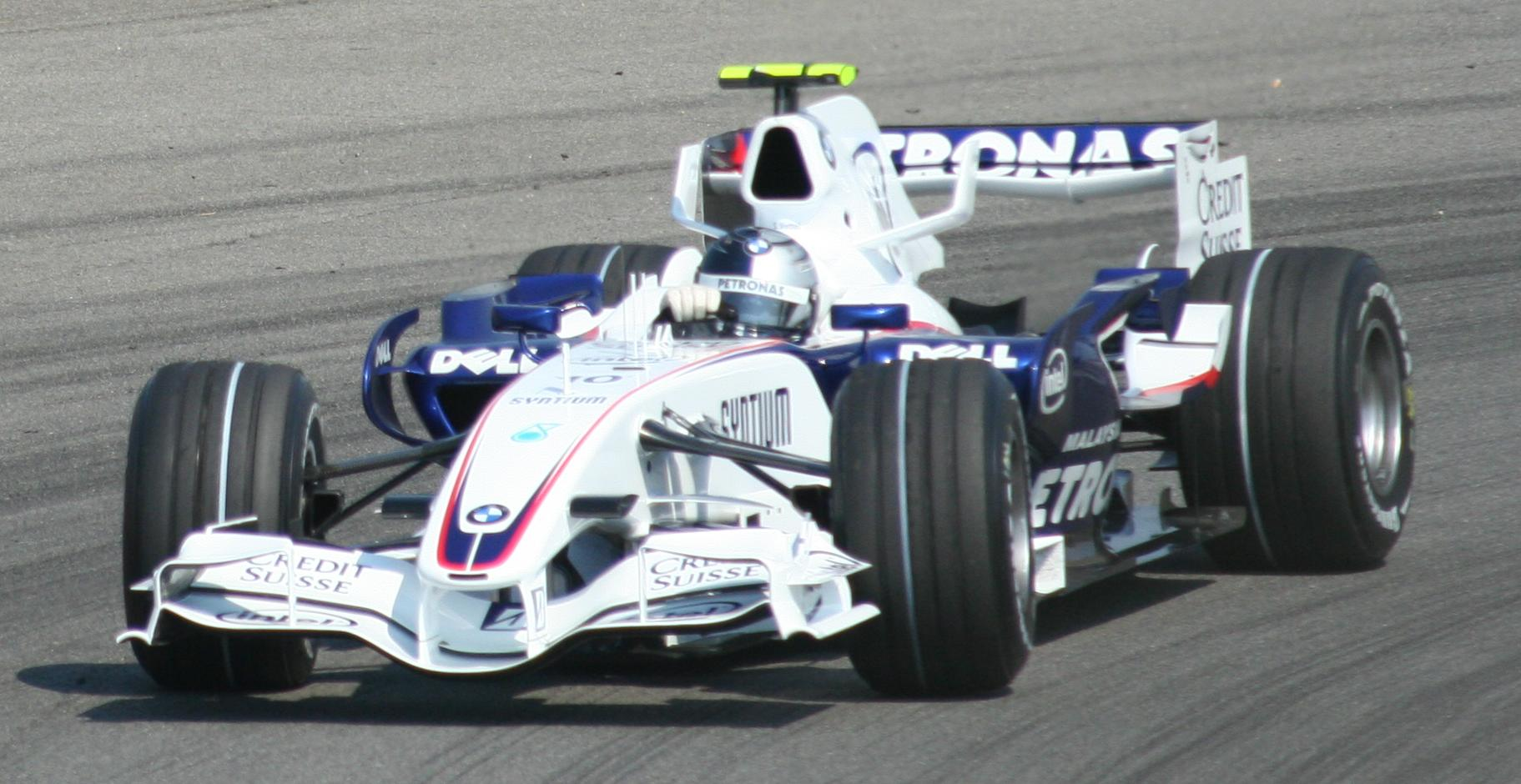
2007年F1、アメリカGPでF1.07をドライブするベッテル

前年から引き続き、BMWザウバーのリザーブドライバーを務めていたが、2007年、第6戦カナダGPで大クラッシュしたロバート・クビサが、FIA医師団の判断により第7戦アメリカGPを欠場することになり、クビサの代役として正式にF1デビューすることになった。この19歳349日で参加したレースで8位に入賞し、ジェンソン・バトンの20歳67日を更新し、当時のF1史上最年少入賞記録を樹立した（2014年にダニール・クビアトが、さらに2015年にマックス・フェルスタッペンが更新している)。

### トロ･ロッソ時代

#### 2007年

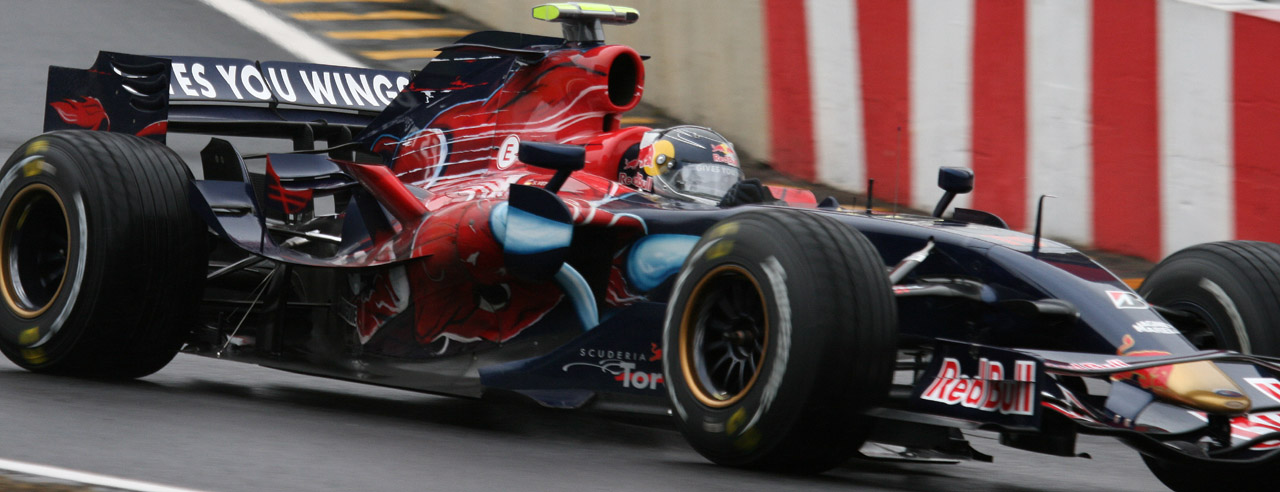
2007年F1、ブラジルGPでSTR2をドライブするベッテル

第8戦フランスGP以降はクビサが復帰したため出走できなかったが、デビュー戦での活躍が認められ、第11戦ハンガリーGPからスコット・スピードに代わり、トロ・ロッソのレギュラードライバーとして参戦することになった。トロ・ロッソ STR2は決して戦闘力の高いマシンではなくQ1突破にも苦労する状態だったが、富士スピードウェイで開催された第15戦日本GPの雨の予選では、自身&チームとして初めてQ3進出を果たし、マシン性能を考慮すると驚異的な9番グリッドを獲得、さらに同じく雨の決勝では一時3位を走行するなど、その才能の片鱗を見せた。また、このレースでは3周にわたりラップリーダーを記録し、これは2003年第2戦マレーシアGPでのフェルナンド・アロンソの記録を更新する最年少ラップリーダー記録である。(2016年スペインGPで、マックス・フェルスタッペンが更新)しかし、45周目に前方視認が困難なほどの豪雨の中で、セーフティカー先導中に前を走るマーク・ウェバーに追突してしまい、ウェバーとともにリタイアに終わった。日本GPと同じくウェットレースとなった次戦の第16戦中国GPでは前戦の汚名を返上する快走を見せ、自身とチームにとって最高位である4位を獲得した。

#### 2008年

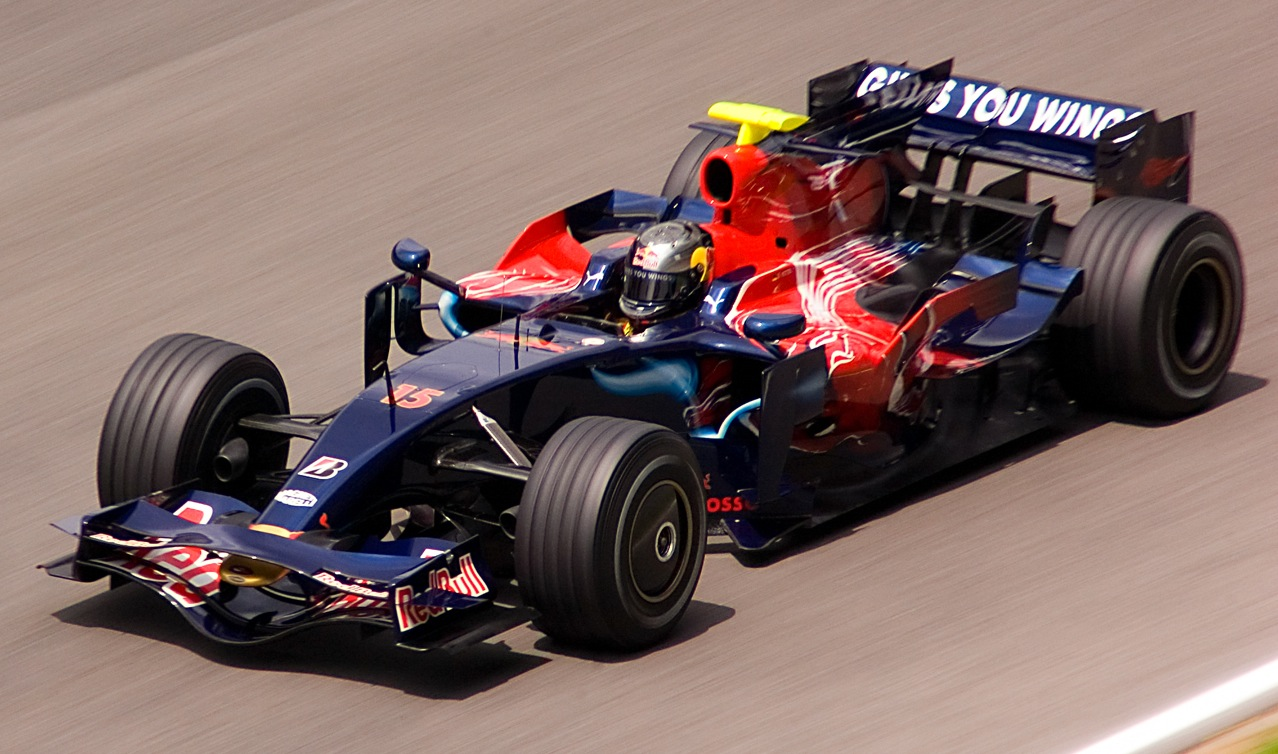
カタロニア・サーキットでSTR3をテストドライブするベッテル

2008年もトロ・ロッソから参戦。前年のマシンの改良型で臨んだ序盤は他車との接触などが目立ち、開幕戦オーストラリアGPから4戦連続リタイアと苦戦が続いたが、新車STR3が投入された雨の第6戦モナコGPでは5位入賞。第9戦イギリスGPではこの年初めて予選Q3に進出して8位グリッドを獲得すると、以降の10戦中9戦で予選トップ10に入る速さを見せた。
特筆すべきは、予選・決勝ともに大雨となった第14戦イタリアGPで、自身及びチームにとって初のポールポジションを獲得。決勝レースでも2位以下が雨により混戦を繰り広げる中、安定したドライビングで首位を堅持し、ポール・トゥ・ウィンで自身初優勝を果たすとともに、トロ・ロッソにチーム初優勝をもたらした。このレースでは、21歳72日でF1史上最年少ポールポジション、21歳73日で当時の最年少優勝・最年少表彰台および最年少ポール・トゥ・ウィンを記録した。さらに「初表彰台が初優勝」となるのは1979年第8戦フランスGPでのジャン＝ピエール・ジャブイーユ以来であり、記録づくめの歴史的な勝利となった。最終戦ブラジルGPでは、チャンピオン争いを演じていたルイス・ハミルトンをオーバーテイクするなど、印象的な走りを見せ4位入賞を果たした。

### レッドブル時代

#### 2009年

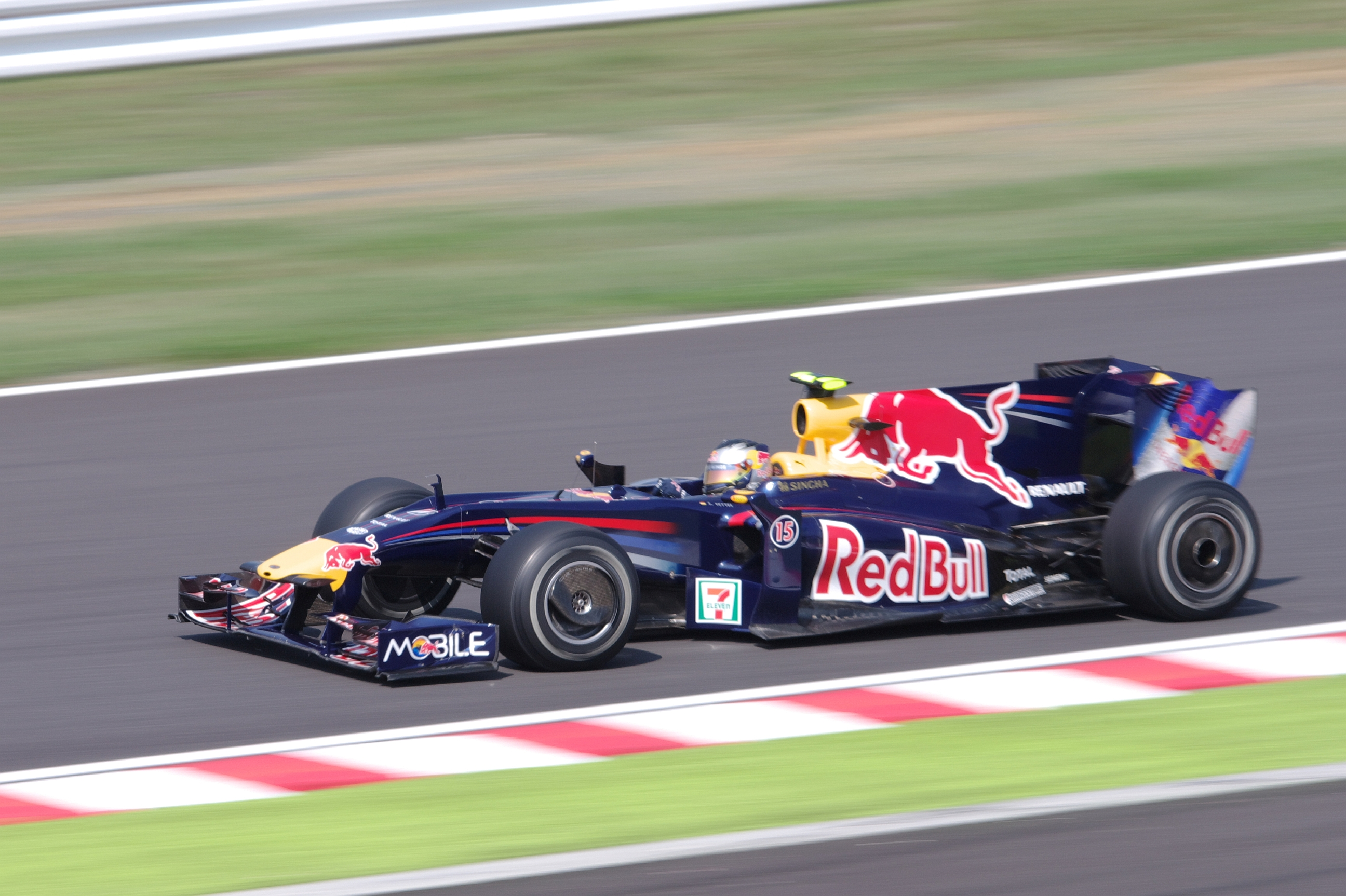
2009年F1第15戦日本GP、土曜日にRB5を駆るベッテル

この年からレッドブルへ移籍。チームメイトはマーク・ウェバー。
開幕戦オーストラリアGPでは予選3位を獲得。決勝では2位を走行していたが、終盤にオーバーテイクを仕掛けてきたロバート・クビサと接触し、そのダメージから直後にクラッシュを喫しマシンを大破。完走扱いで13位に終わった。この接触の責任を問われ、次戦10グリッド降格ペナルティが科せられた上に、損壊したマシンで走行を続けたことが危険走行とみなされ罰金も科せられた。第2戦マレーシアGPでは大雨の中、レース終盤でスピンを喫してエンジンストールを起こし、マシンを止めて完走扱いで15位に終わった。
開幕から2戦連続で自身のミスにより無得点と苦戦が続いていたが、第3戦中国GPでは、前年のイタリアGP以来となる自身2度目のポールトゥウィンを再び雨のレースで達成すると共に、レッドブルに初勝利をもたらした。
第7戦トルコGPではポールポジションを獲得。決勝では1周目にコースオフしてジェンソン・バトンに抜かれたため作戦を変更したが、これが裏目に出て3位でレースを終えた。第8戦イギリスGPでは予選Q3に進出した車の中で最も重い燃料を搭載しながらも、2戦連続となるポールポジションを奪取。決勝では2位以下につけ入る隙を与えずに完勝。自身初のファステストラップも記録し、史上最年少（21歳353日）でハットトリックを達成した。
第15戦日本GPでは、土曜日に赤旗3回と荒れた予選の中、完璧な走りでポールポジションを獲得。決勝ではレースの終盤にセーフティカーが入ったが、順位を下げることなく終始安定した走りで今季3度目となるポール・トゥ・ウィンをあげた。最終戦アブダビGPでは序盤にルイス・ハミルトンからトップを奪い、そのまま独走して最終戦をファステストラップと勝利で締めくくった。
最終的にこの年は、4勝・4PP・3FLの活躍を見せ、ランキング2位でシーズンを終えた。

#### 2010年

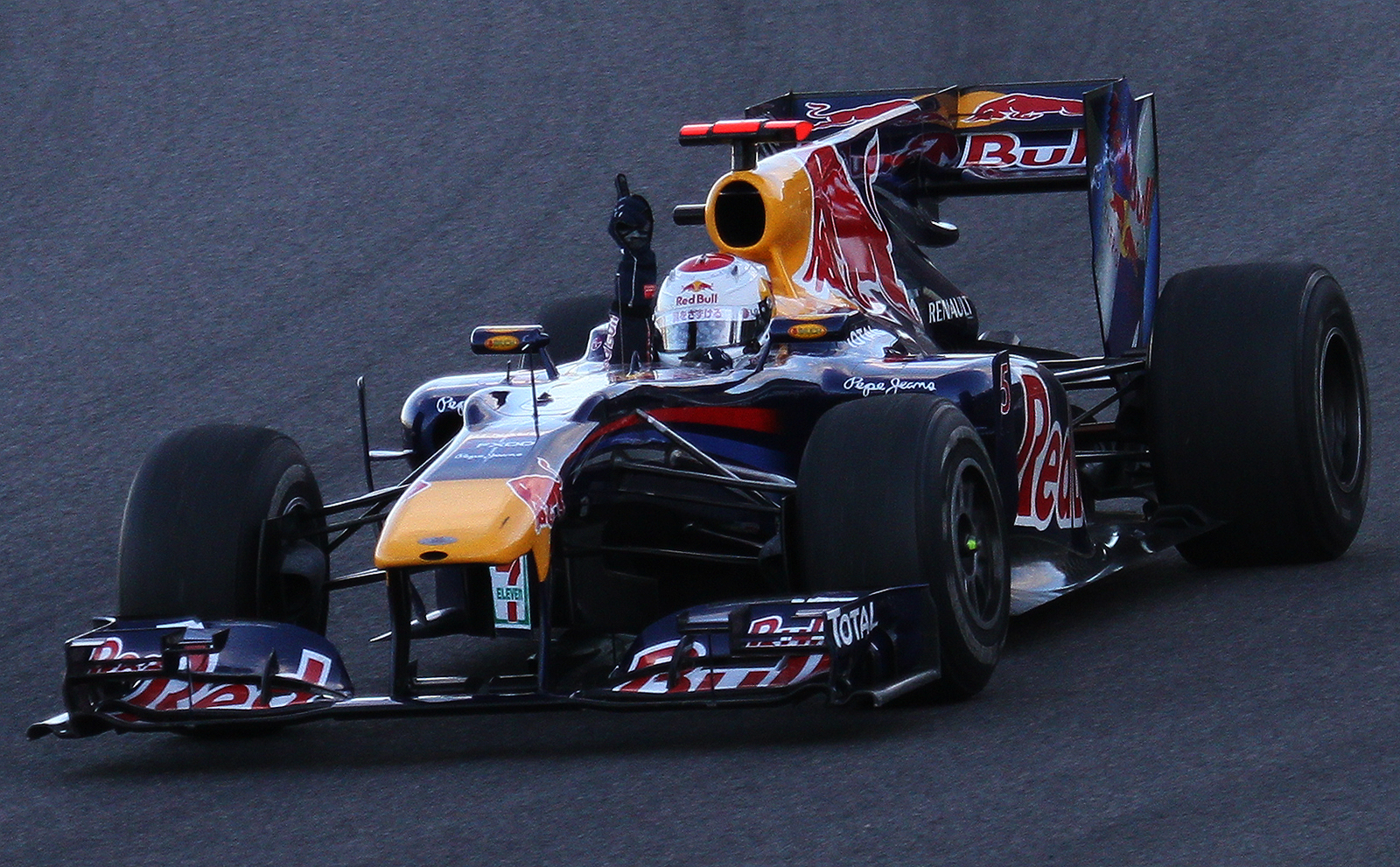
2010年F1第16戦日本GP、決勝でRB6を駆って勝利を収めたベッテル

2010年に投入されたRB6は競争力が非常に高く、シーズン開幕から2戦連続、第4戦中国GPでもポールポジションを獲得した。しかし決勝では結果につなげられず、いずれも表彰台すら逃すこととなった。第3戦マレーシアGPでは予選3番手からシーズン初優勝をあげた。
第7戦トルコGPでは2位走行中に、首位を走るチームメイトのウェバーを追い抜く際に接触。自身はリタイア、ウェバーも順位を落とし、タイトルを争うマクラーレンが1-2フィニッシュという結果となった。リタイア後、無線で「何やってるんだ！バカな真似を！もう帰る！〇〇野郎！」と放送禁止用語を交えながらウェバーを罵った。第9戦ヨーロッパGPでは中国GP以来となるポールポジションを獲得、決勝もSC解除直後に最終コーナーで膨らんだ以外は危なげのない走りで2勝目を飾った。第10戦イギリスGPではポールポジションを獲得したが、スタート直後にウェバーを押さえ込もうとしてコースアウト、さらにハミルトンとの接触により右リアタイヤをパンク、優勝争いから脱落した。第11戦ドイツGPでは復調してきたフェラーリのフェルナンド・アロンソと予選での激しい争いに僅差で競り勝ちポールポジションを獲得。しかし決勝ではスタートで出遅れて後続を押さえ込もうとしたがフェラーリ勢2台に先行を許し、3位でレースを終えた。第12戦ハンガリーGP予選では4戦連続となるPPを獲得。決勝レース序盤では安定した走りを見せていたが「SC出動中に前のマシンから10車身以上空けてはならない」というレギュレーションに違反したことでドライブスルーペナルティを受け、2戦連続で3位に終わった。第13戦ベルギーGPでは予選4番手から決勝でバトンと2位争いを繰り広げるも、16周目にマシンコントロールを失いバトンと接触、バトンをリタイアに追い込む結果となり2戦連続でドライブスルーペナルティを受けた。その後26周目にも同じ箇所でリウッツィと接触し左リアタイヤをバースト、無得点でレースを終えた。
第15戦シンガポールGPでは2位。大雨で予選が日曜に順延になった第16戦日本GPでは、2年連続のポールトゥウィンを飾った。第17戦韓国GPも雨のレースとなり、PPから首位を快走していたが46周目にエンジンブローでリタイア。残り2戦でランキングトップのアロンソに25ポイント差をつけられたが、第18戦ブラジルGPで4勝目を挙げてタイトルへの望みをつないだ。そして、最終戦アブダビGPでポールトゥウィンという形でタイトル獲得の最低条件の2位以内を達成。この時点で唯一逆転可能なドライバーとなったアロンソは同GPを7位で終わったため、ベッテルは最終戦でシーズン初めてポイントランキング首位に立つと同時に、自身初のドライバーズチャンピオンに輝いた。ルイス・ハミルトンが保持していた史上最年少ドライバーズチャンピオン記録「23歳300日」を、「23歳134日」に更新した。

#### 2011年

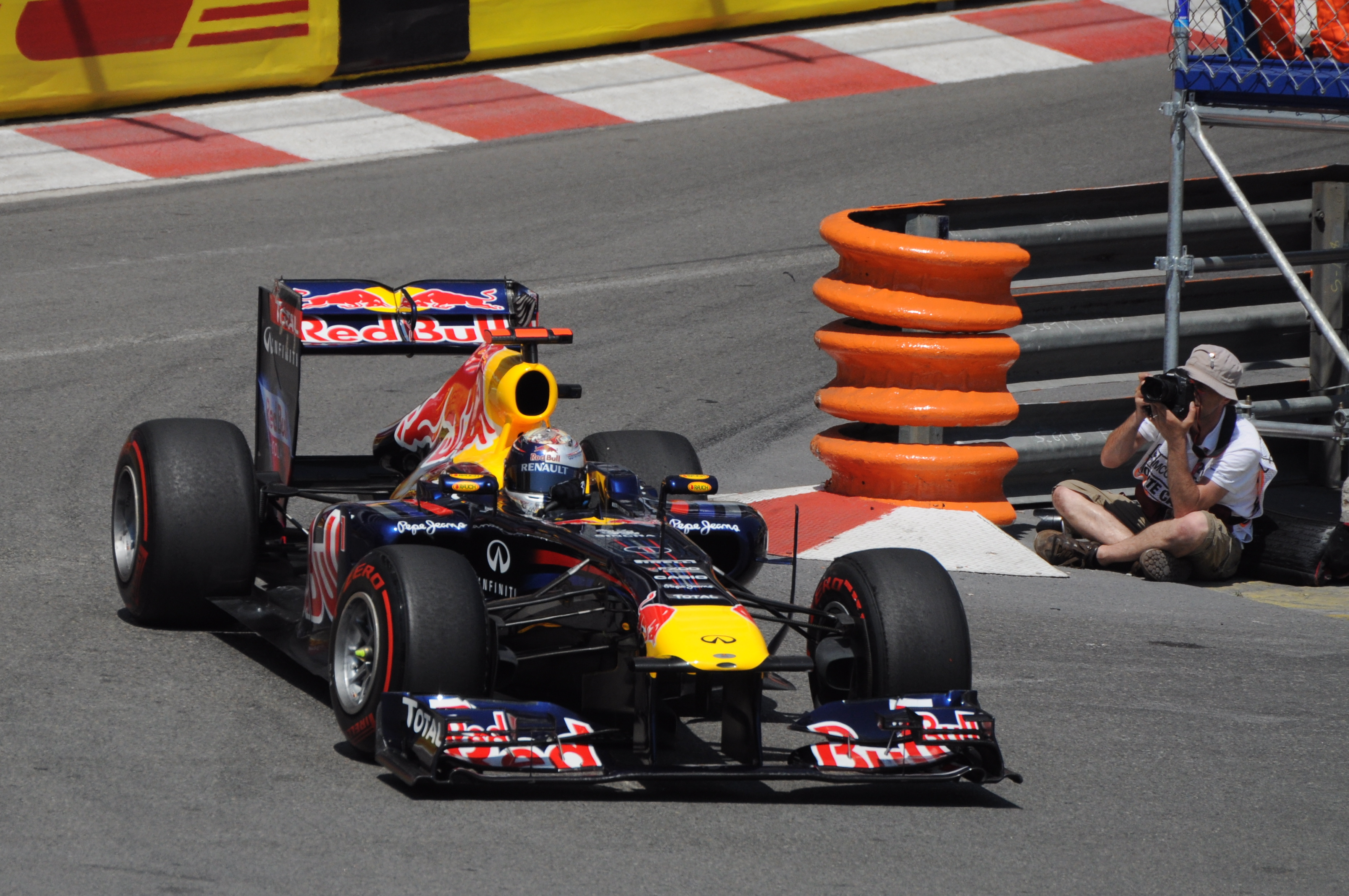
モナコGPにて。RB7を巧みに駆ってシケインを攻めるベッテル

レッドブルはベッテルとの契約を2014年まで延長したことを発表。開幕戦オーストラリアGPではポールポジションから優勝し、続くマレーシアGPでも同じくポールトゥウィンを記録した。中国GPでもポールポジションを記録したが、タイヤ戦略の違いでハミルトンに競り負け2位となった。第4戦トルコGPではフリー走行1回目でクラッシュしたものの、ポールポジションを4戦連続で記録し優勝。第5戦スペインGPで今季初めてフロントローに沈んだが、決勝では2位からピットストップでアロンソの前に出て首位に立ち、終盤ハミルトンに真後ろに迫られたが、そのままポジションを守り優勝した。第6戦モナコGPで2回のセーフティカー導入と1回の赤旗中断があったがポールトゥウィン。第7戦カナダGPもセーフティーカーが5回の出動や、豪雨により2時間のレース中断などの混乱があったにもかかわらず、ファイナルラップまで首位を守っていた。しかし、ファイナルラップのターン7でハーフスピンし、最後尾から追い上げて真後ろにつけていたバトンに抜かれ、2位となった。
ヨーロッパに再び戻り、第8戦ヨーロッパGPでは予選と決勝との間でエンジンの設定を変更することが禁止されたが、再びポールトゥウィン。第9戦イギリスGPでブロウンディフューザーのレギュレーション変更が行われたが、ポールポジションからスタート。2回目のタイヤ交換で左リアの装着に時間がかかり、一旦首位から3位に落ち、終盤はチームオーダーを無視したウェバーに追い上げられたが、1位アロンソに続く2位となった。第10戦ドイツGPでは予選3位からスタートしたが、序盤は真後ろにいたアロンソと抜きつ抜かれるのバトルをした後、9周目のターン10でコースアウトし、中盤は一時5位まで落ちたが、4位となった。ウエットとドライが入り混じる第11戦ハンガリーGPではポールポジションからスタートした。ハミルトン、バトンに抜かれ2回目のピットストップで一時4位に落ちたが、アロンソを抜き3位に戻ったあとに小雨が降り出し首位のハミルトンがスピン。ベッテルは小雨の中をドライタイヤでコースに残り、1位バトンに続く2位となった。
3週間の夏休みを間に挟み、第11戦ベルギーGPではポールポジションからスタート。ニコ・ロズベルグに一旦抜かれるも、抜き返し首位をキープ。ハミルトンと小林可夢偉の接触によるセーフティカー出動時に、タイヤ交換に入りポジションを3位まで落した。レース再開後にウェバー、アロンソを抜き、首位に戻りそのまま優勝した。第15戦日本GPでは3位に終わるも、4戦を残して2年連続のドライバーズチャンピオンを決めた。第16戦韓国GPでは予選でハミルトンにポールポジションを譲ったが、一周目で首位に立ち優勝。韓国インターナショナルサーキットのラップレコードを更新した。初開催となる第17戦インドGPではポールポジション、ファステストラップ、優勝のハットトリックに加えて全周回1位で自身初のグランドスラムを達成した。第18戦アブダビGPではナイジェル・マンセルに並ぶ14回目のポールポジションを獲得したが、スタート直後にタイヤがバースト、ピットでサスペンションが破損していることが確認されそのままシーズン初のリタイアとなった。そして最終戦ブラジルGPで年間最多記録を更新する15回目のポールポジションを獲得した。しかしギアボックスにトラブルが発生、ショートシフトを余儀なくされつつ序盤で稼いだリードを守ろうとするも、30周目でウェバーに抜かれ2番手に落ち2位フィニッシュとなった。この年のベッテルは優勝11回を含む表彰台17回と入賞1回を記録。2位に120以上の差をつける392ポイントを獲得するなど圧倒的な速さを見せた。

#### 2012年

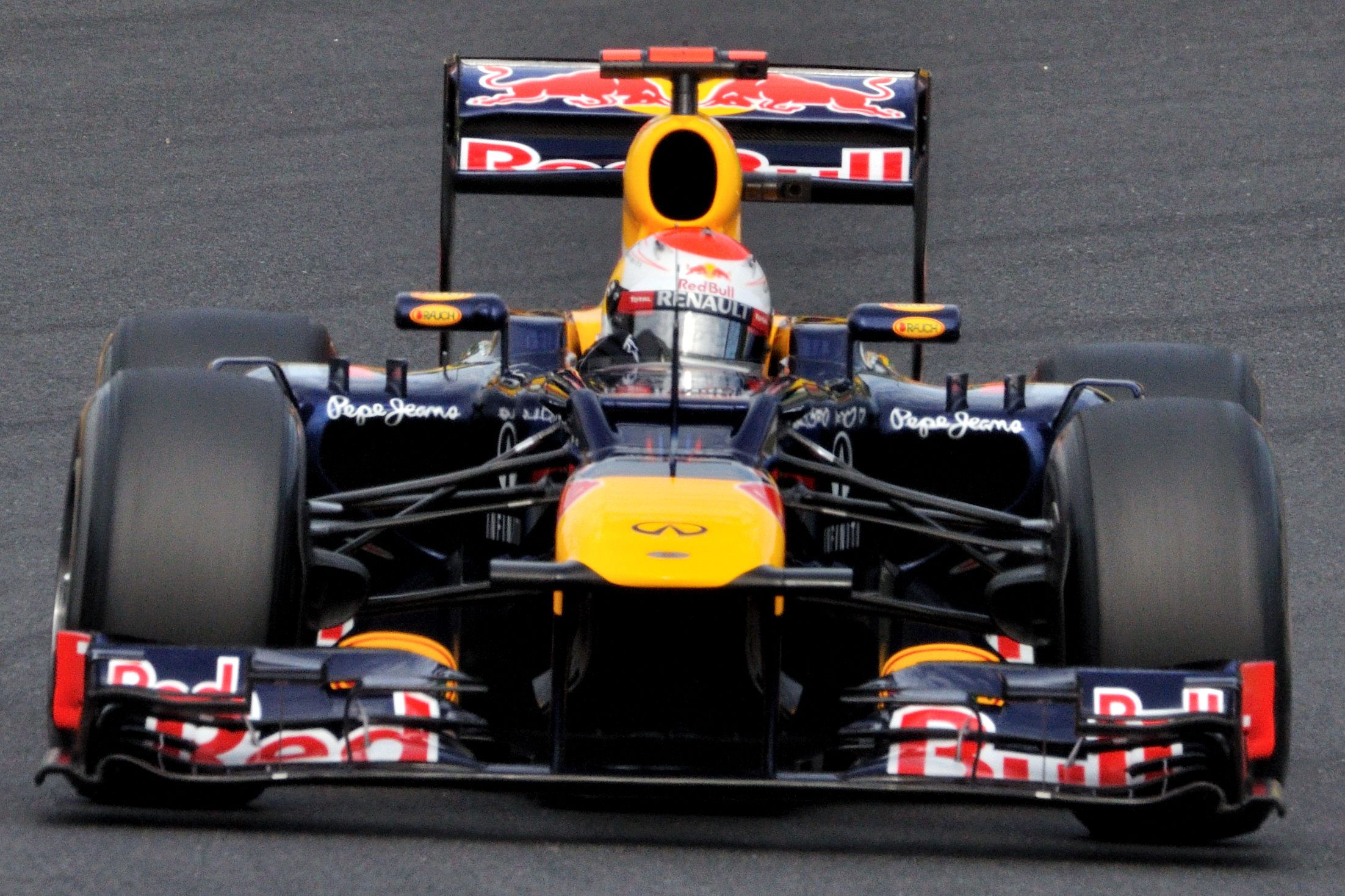
2012年日本GP

2012年も前年に引き続きウェバーとのコンビとなった。開幕戦のオーストラリアGPでは予選6位から2位表彰台を獲得するも、第2戦のマレーシアGPでは決勝でHRTのナレイン・カーティケヤンと接触をしてしまい11位でレースを終えた。このレースによる接触には賛否両論があるもののベッテルがカーティケヤンに対して酷く侮辱する言葉で罵った事や、さらには中指を立てる映像が車載カメラに映っていたことが発覚するなどで大きな物議を醸した。
第3戦中国GPでは予選11位でQ2敗退となった。なお、ベッテルが予選Q3に進出できなかったのは2009年ブラジルGP以来の出来事となる。第4戦バーレーンGPでは予選でもPPを獲得し、決勝でもFLを記録しての完全勝利を果たした。
だが、それ以降伸び悩み、上位で入賞してポイントこそ稼ぐものの、勝利どころか表彰台に届かないレースが続き、サマーブレイク前の第11戦の段階では1勝を含む表彰台3回のみにとどまり、タイトル争いではフェルナンド・アロンソに大きく先行され、ウェバーにも先行される形となった。だが、サマーブレイク後の第12戦から流れが変わり、第14戦シンガポールGPでのアップデートにより一気に復調。第14戦から第17戦インドGPまで4連勝を達成しポイントリーダーを奪取。第18戦アブダビGPはピットレーンスタートで最後尾からの追い上げとなったものの、果敢に攻めて3位表彰台。続く第19戦アメリカGPでもポールポジションを獲得。途中でハミルトンにかわされながらも2位表彰台を獲得し、ファステストラップも記録した。しかし、アロンソが3位に入ったことでタイトル決定は最終戦に持ち越された。そして、チャンピオンシップ3連覇がかかる最終戦ブラジルGPでは予選は4番手とかろうじてアロンソの前でスタートできる順位を得たものの、決勝直後のスタートでアロンソに先行され、4コーナーでブルーノ・セナと接触し最後尾まで落ちた。しかし、ダメージはあったものの、天候にも救われ徐々にポジションを巻き返し、最終的にセーフティーカー先導のままレースが終了するという異例の事態の中、6位でチェッカーを受けアロンソとの差を3ポイント差で守りきり、史上最年少でチャンピオンシップ3連覇を成し遂げた。しかし、レース中のオーバーテイクが議論の対象となり、ペナルティ次第ではタイトルを剥奪される可能性もあったが、結局問題なしとの決定が下り、チャンピオンが確定した。また、レース中には同郷の先輩でラストランのミハエル・シューマッハにポジションを譲られる場面あった。
シーズン序盤はブロウンディフューザーの禁止などのレギュレーションの変更の影響もあり、レッドブルもベッテル自身も不調が続いたが、確実にポイントを獲得していたことでタイトルを射程圏内にとらえ続けた。シーズン後半は徐々に巻き返し、コアンダエキゾーストの導入やダブルDRSの導入を契機として、強さを取り戻し、終盤戦でアロンソを逆転。最終的に優勝5回、ポールポジション6回、ファステストラップ6回（内ハットトリック2回）を記録し、281ポイントでシーズンを終えた。

#### 2013年

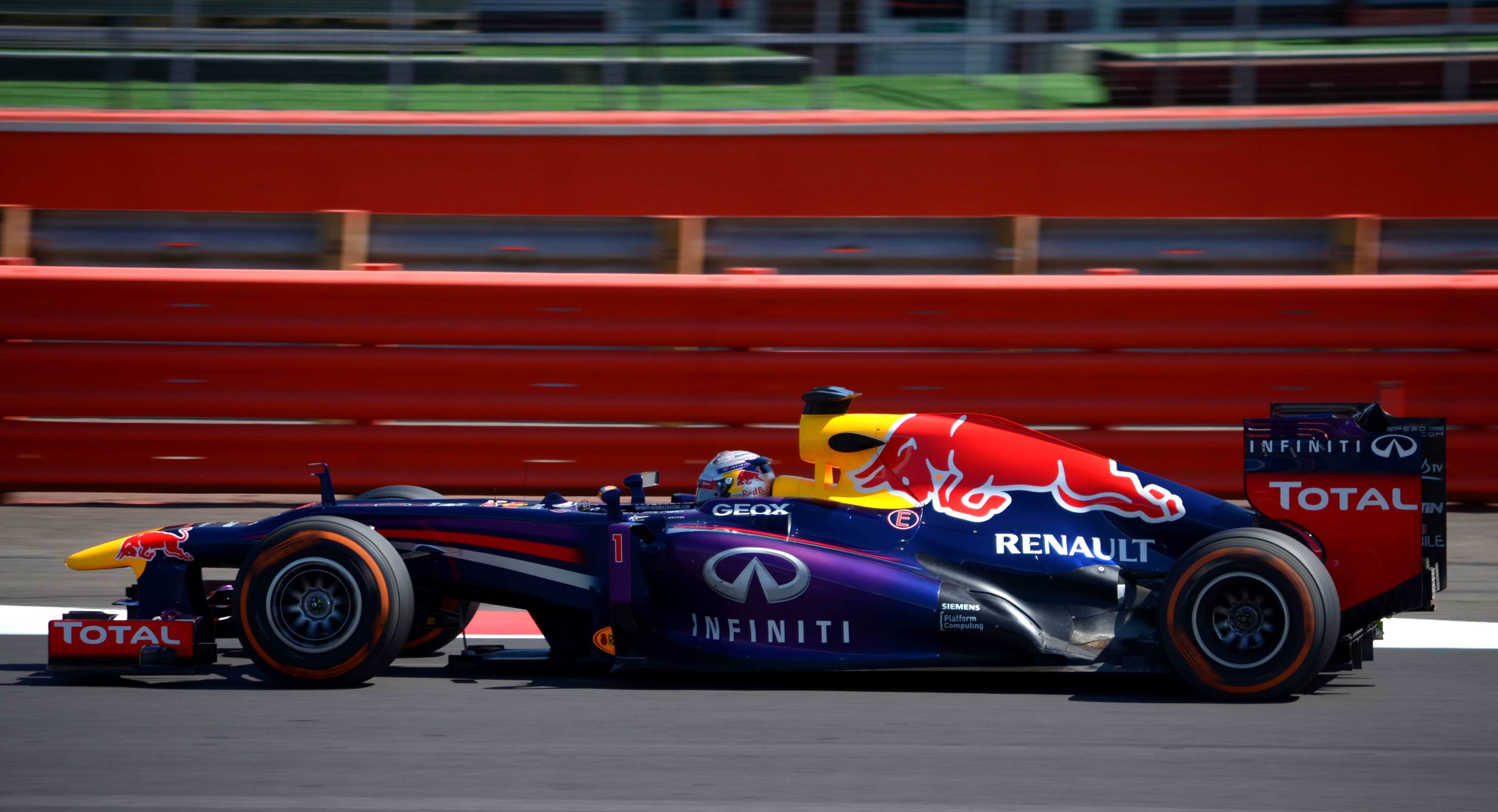
2013年シルバーストンテストにて

2013年も5年目となるウェバーとのコンビとなった。開幕戦オーストラリアGPでは逆転負けを許して3位に終わったが、第2戦マレーシアGPでシーズン初優勝を飾ったものの、「マルチ21」発言事件を発端としてウェバーとの仲は極めて険悪になってしまった。テストからレッドブル優位という下馬評もあったものの、序盤はピレリタイヤのデグラデーデションに苦しみ予選ではメルセデス勢に敗れることしばしばあった。しかし、イギリスGPでタイヤバーストが続出し、第9戦ドイツGPからタイヤを前年の構造に戻すと速さを取り戻し、同グランプリでは悲願の母国初制覇を成し遂げた。後半戦に入ってからも勢いは止まらず第11戦ベルギーGPから最終戦ブラジルGPまでのグランプリ9連勝という記録を打ち立て、第16戦インドGPで4年連続のドライバーズチャンピオンを成し遂げた。前半戦から安定した結果を残し、後半戦に入ってからは無類の強さを見せた。結果としてシーズン歴代最多タイとなる13勝をあげ、前人未到の9連勝を達成しレッドブル時代では最も成功したシーズンを送った。(しかし2022年・2023年にかけて同じレッドブルを操るマックス・フェルスタッペンに最多勝記録及び最多連勝記録を塗り替えられた。）

#### 2014年

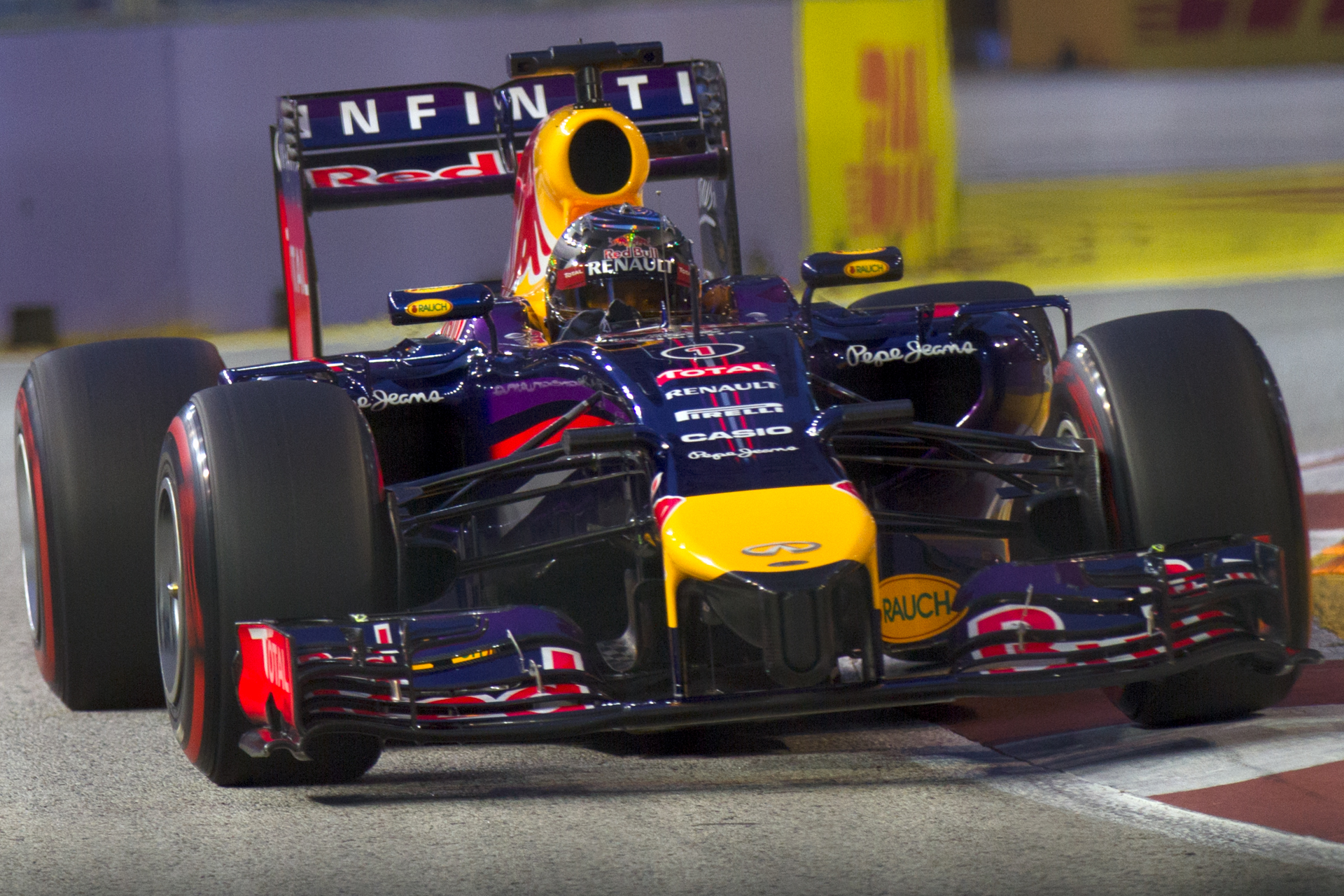
2014年シンガポールGPFP3

2014年もレッドブルより参戦。引退したウェバーに代わりトロロッソから昇格したダニエル・リカルドとコンビを組む。しかしターボ復活など大幅にレギュレーションが変更された中、ルノー製新型パワーユニットに関するトラブルが多発し、前年までの勢いは一気に失われる。終盤にはユニットが足りなくなり規定により6機目の使用と引き換えに10グリッドダウンペナルティを受けた。僚友のリカルドはこの年第7戦カナダGPで初優勝を含む年間3勝をあげたが、ベッテルは第14戦シンガポールGPの2位が決勝最高位、予選2位3回、アメリカGPでの3年連続を含むファステストラップ2回でシーズンを終えた。シーズン終盤にはレッドブル離脱とフェラーリとの3年契約を相次いで発表した。

### フェラーリ時代

#### 2015年

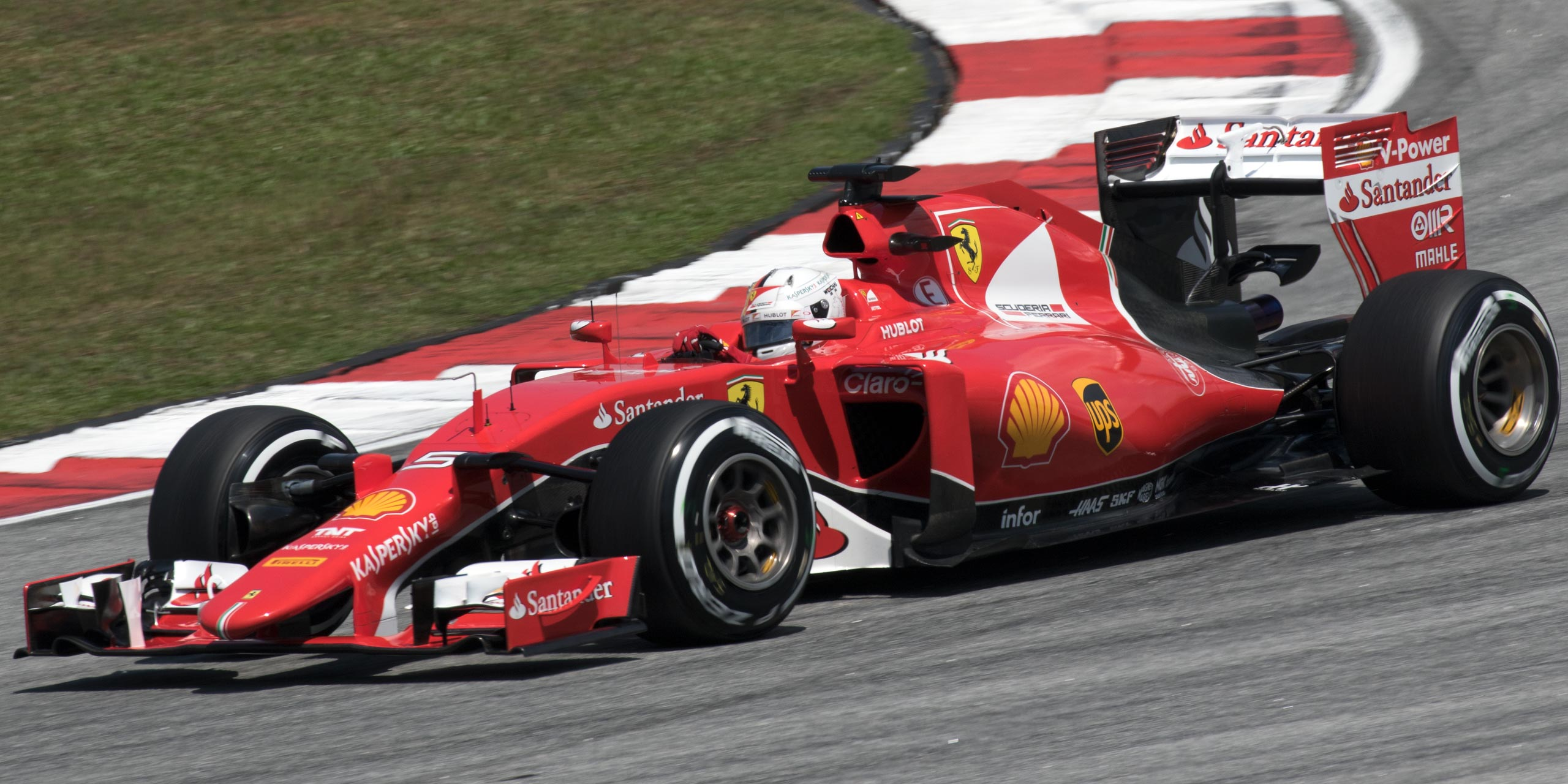
2015年マレーシアGPFP2

2015年からフェラーリで参戦。チームメイトは2007年チャンピオンのキミ・ライコネン。固定ナンバー制が導入された前年もチャンピオンとしての参戦であったため「1」をつけていたが、このシーズンからは前年のうちにあらかじめ選択していた「5」を付ける。テストからフェラーリのSF15-Tは好調で、開幕戦オーストラリアGPで3位表彰台を獲得。続く、第2戦マレーシアGPでは予選2位を獲得し、フェラーリとして2年ぶりのフロントローとなった。決勝では2ストップ作戦を成功させ、自身にとって2013年最終戦以来、フェラーリとしても2年ぶりの優勝を獲得した。また、第10戦ハンガリーGPではスタートでトップに立つと第2戦マレーシア以来の優勝を飾り、3度のドライバーズチャンピオンの座に立ったアイルトン・セナの通算勝利数に並んだ。さらに、第13戦シンガポールGPでは、自身約2年ぶり、フェラーリとして約3年ぶりのポールポジションを記録し、決勝でも安定したペースコントロールでシーズン3勝目を挙げた。その後もロシアGPではデブリ処理のマーシャルとあわや接触という場面にも、冷静に対処して2位表彰台を獲得。終盤戦に一時はランキング2位に浮上したがニコ・ロズベルグが優勝したメキシコGPでのシーズン初リタイアも響き、フェラーリでの最初のシーズンはランキング3位となった。しかし、移籍初年度から3勝を挙げ、メルセデスの一角をあわや崩すのではないかという活躍を見せ、来年への期待を覗かせるシーズンとなった。またシンガポールGPでのポールポジションは、2015年シーズンでメルセデス以外のドライバーが獲得した唯一のポールポジションとなった。

#### 2016年

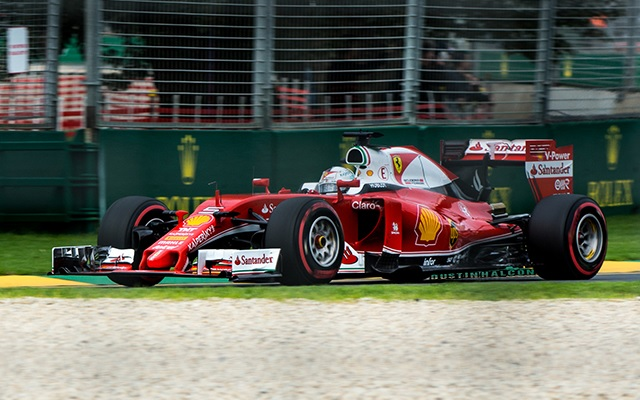
2016年オーストラリアGP

2016年もフェラーリより参戦。開幕戦オーストラリアGPではスタートでトップに立ちレースの大半をコントロールするなどメルセデス打倒の旗頭として期待されたが、第2戦バーレーンGPでフォーメションラップ中にトラブルでマシンを止め、自身初のDNSを喫するなどエンジンの信頼性に苦しんだ。第3戦中国GPではダニール・クビアトと口論した際に「お前は魚雷みたいに突っ込んだ」と発言、第4戦ロシアGPではオープニングラップでまたしてもクビアトに追突されリタイアするなど不運に見舞われることも多く、コンスタントにポイントを稼いでいるライコネンの後塵を拝する展開となった。第16戦マレーシアGPでは今度はロズベルグほかの車に自ら追突し、ロズベルグから「４度のドライバーズチャンピオン魚雷がつっこんできた」と酷評された。次戦日本GPでファステストラップを記録したが、前述の事故によるペナルティでグリッドダウンしたことなどもあり4位に終わり、日本GPが鈴鹿に戻った2009年以降初めて表彰台を逸した。
メキシコGPでは終盤にレッドブルのダニエル・リカルドとマックス・フェルスタッペンとのバトルの際に、ショートカットをしたフェルスタッペンが順位を譲らないことに激怒し、無線でフェルスタッペンやレースディレクターのチャーリー・ホワイティングに暴言を吐き問題となった。この件について古巣のレッドブル陣営からは「4度のチャンピオンに相応しくない言動」と批判されている。結果的にフェルスタッペンにペナルティは下り一旦は3位となったが、ベッテル自身もリカルドへのブロックによりペナルティを受け5位に降格となった。この暴言に関して、次戦ブラジルGPでの出走停止処分などの懲戒処分を下される可能性があったが、その後、ホワイティングやFIAへの謝罪をしたことから、懲戒処分は免れた。イタリアGPを最後に表彰台から遠ざかっていたが、アブダビGPでは久しぶりの3位表彰台を獲得し、ランキング4位でシーズンを終えた。

#### 2017年

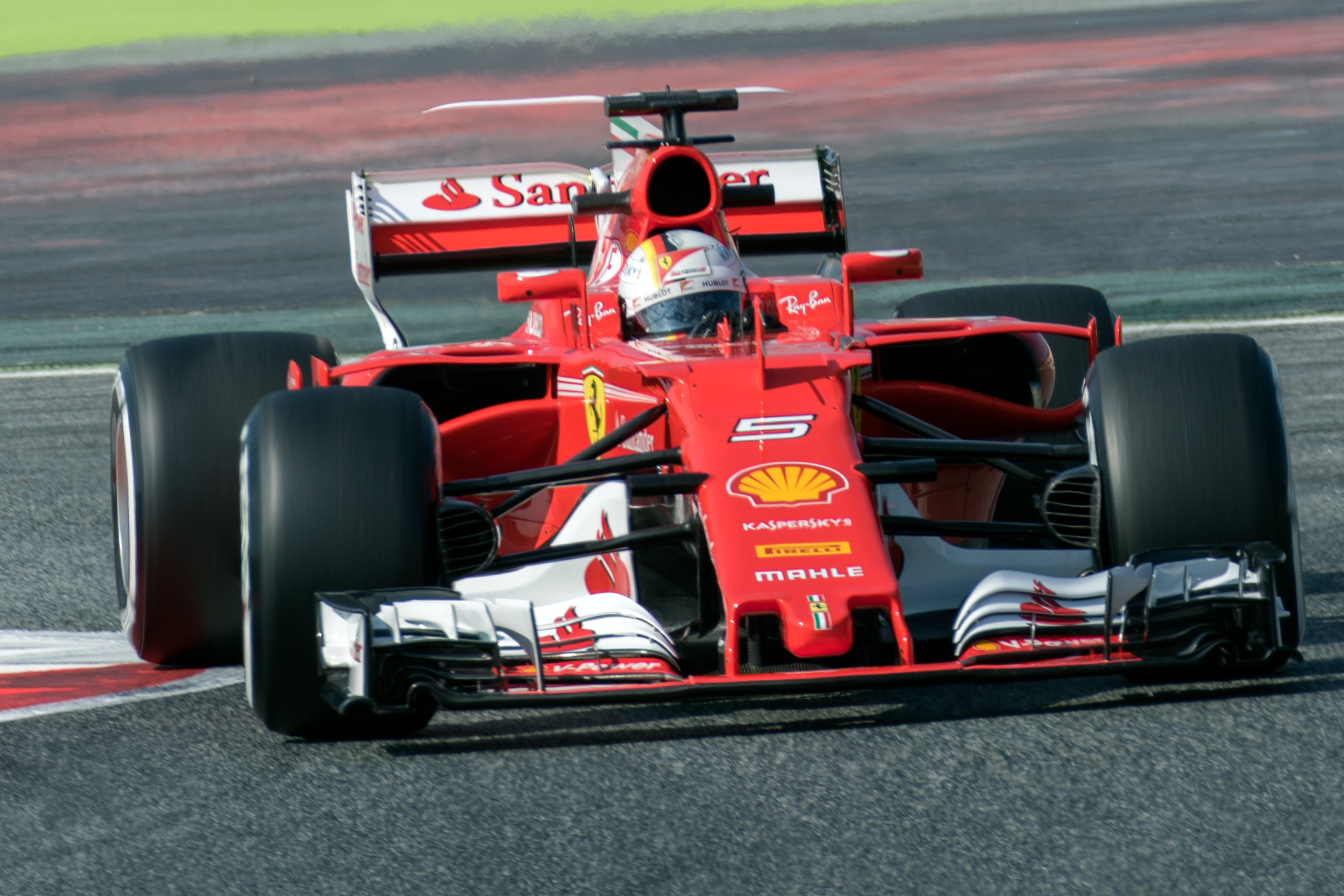
2017年カタロニアテスト1日目

2017年もフェラーリより参戦。この年のマシン、SF70Hは開幕前テストから好調ぶりを見せ、開幕戦オーストラリアGPでは予選2位からスタートすると、ポールポジションからスタートしたルイス・ハミルトンをピット戦略で逆転。そのまま逃げ切り、2015年シンガポールGP以来の優勝を果たした。また第3戦のバーレーンGPと、フェラーリとしては2001年以来となるモナコGPでの優勝を達成。開幕6レース全てを優勝か2位で終える最高のスタートを切ったが、第7戦カナダGPではフェルスタッペンとの接触で後退し表彰台を逃した。
さらに、アゼルバイジャンGPではセーフティカー先導中にターン15の立ち上がりでハミルトンのマシンに追突。この追突の原因をハミルトンが故意に減速したことによるものと捉えたベッテルは、ハミルトンのマシンに並んで故意にマシンを接触させてしまう。この一件で、10秒のストップ&ゴー・ペナルティペナルティを受け4位に終わった。この件についてFIAは、前年のメキシコGPの暴言問題があったこともあって更なる制裁の必要性を検討し、7月3日に審議が行われ、ベッテル本人も召喚された。その結果「ビデオとデータの証拠を更に詳細に調査した結果、ベッテルはすべての責任を認めた」とし、追加制裁は科されなかった。ベッテルはハミルトン及びモータースポーツファンへ自身の公式サイトにて謝罪文を掲載し、その中でハミルトンに直接謝罪する旨も書かれており、また、今後1年にわたって若手ドライバー育成の為の奉仕活動も行うと発表された。
その後、第11戦ハンガリーGPでシーズン4勝目をあげランキング首位でサマーブレイクを迎えた。しかし、サマーブレイクが明けると調子を上げてきたハミルトンに第13戦イタリアGPでランキング首位の座を奪われてしまい、次の第14戦シンガポールGPではポールポジションを獲得するが決勝ではスタート直後の事故でシーズン初リタイア。このレースをハミルトンが制して差を大きくあけられてしまった。第15戦マレーシアGPでは予選でエンジンが壊れ最後尾スタートを強いられ、第16戦日本GPでもレース序盤にマシントラブルで自身にとって10年ぶりの日本でのリタイア（鈴鹿サーキットでの初リタイア）という結果になってしまい自力チャンピオンの可能性が消滅。それでも、アメリカGPで表彰台に上り、僅かな望みを繋いだが、メキシコGPで表彰台入賞できず、ハミルトンが入賞したためタイトルはハミルトンに確定。ブラジルGPの優勝でランキング2位を確定させてシーズンを終えた。

#### 2018年

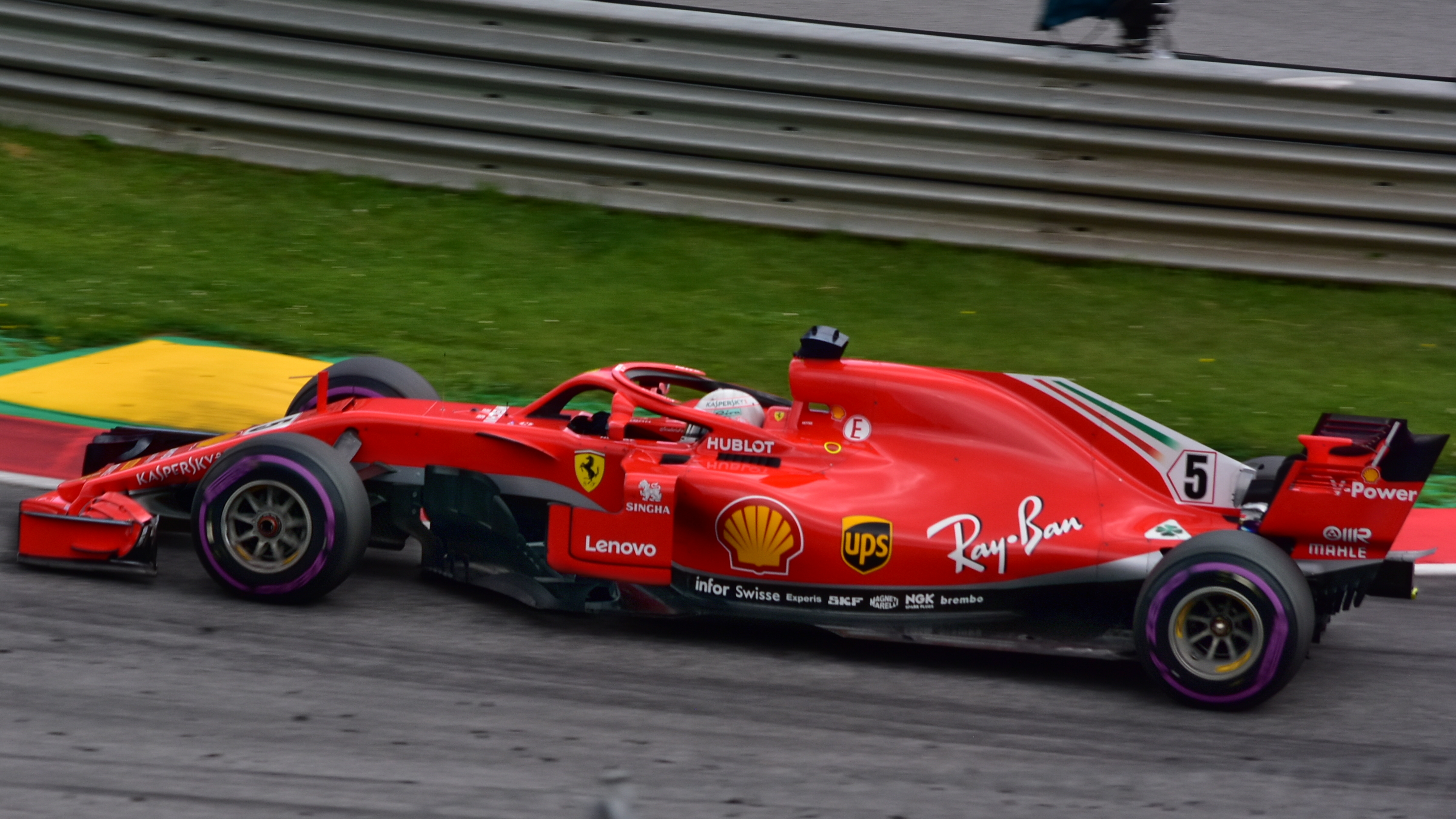
2018年オーストリアGP

2018年も引き続き前年と同じ体制で参戦。開幕戦オーストラリアGPではバーチャルセーフティーカー導入を機にハミルトンを逆転し、前年と同じような形で2年連続で開幕戦優勝を果たす。続く第2戦バーレーンGPではポールポジションを獲得すると決勝でもバルテリ・ボッタスからの追い上げを凌いで開幕2連勝、第7戦カナダGP、第10戦イギリスGPでも優勝。ここまでは前年より若干成績が落ちたものの、メルセデス勢の優位性が低下していたこともあり、ハミルトンとドライバーズランキングにおいて接戦を演じていた。
ところが、ドイツGPで雨でスリップしたことで今季初リタイヤをしてから精彩を欠くようになる。ハンガリーGPではハミルトンの完勝を許しながらも2位を確保。サマーブレイク後のベルギーGPで優勝し復調したかと思われたが、イタリアGP以降はチーム側も精彩を欠くようになり、自身はオープニングラップでハミルトンと接触したことで順位を落とし4位に終わった。この件についてベッテルは「ハミルトンがスペースを残さなかった」とコメントするが、多くの関係者はベッテルに非があるとしたうえでハミルトンの元チームメイトであった2016年王者のニコ・ロズベルグは、「あんなに多くのミスを犯しているようであればハミルトンに勝つことはできない」と指摘している。そのうえ、シーズン後半はメルセデス勢が復調しノーミスであったロシアGPで完敗。また、シンガポールGPはタイヤ戦略、アメリカGPでは焦りからのミス、日本GPではその両方が起き、前年同様メキシコGPでハミルトンのタイトルが確定、4冠同士のドライバー対決に敗れた。続くブラジルGPでは普段とは逆に、ペースが伸び悩んだことからライコネンを先行させるチームオーダーに従う光景も見られた。
結局王者ハミルトンにシーズン終了時点で88ポイントの大差がついてしまい、タイトルを逃した戦犯だという見解もあったが、ポールポジション獲得数や総ポイントは前年を上回った（ただし、前年より1戦増えていることを考慮する必要もある）。ロズベルグは「自信を取り戻す」ことがタイトル奪還のカギと主張する一方、「（来季ライコネンの後任となる）シャルル・ルクレールはものすごい才能を持っている。彼はセバスチャンが態勢を整え直そうとしている段階で加わることで、トラブルの種になる可能性はある」とも語っている。

#### 2019年
チームメイトは上記の通りルクレールに交代。

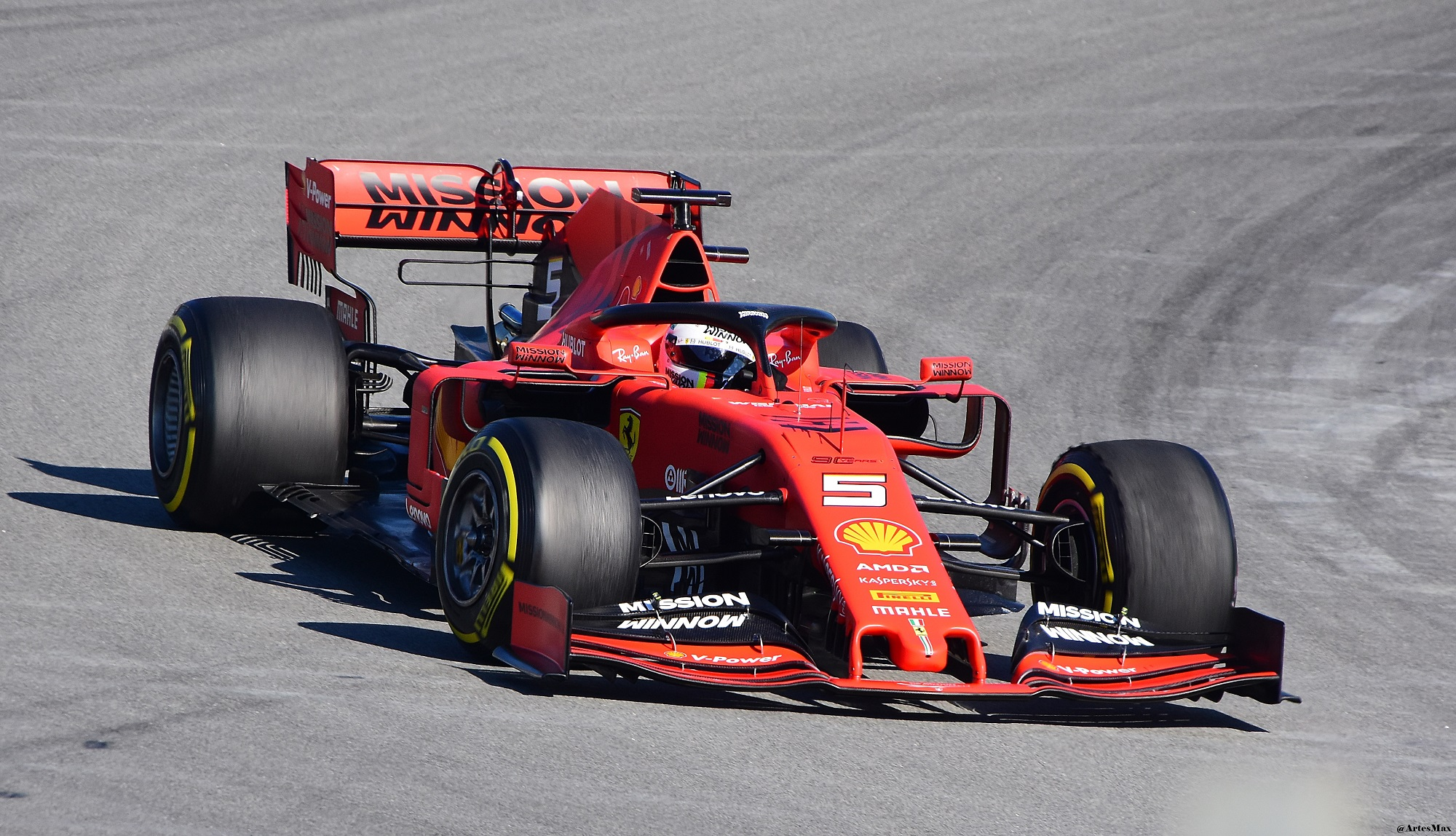
2019年カタロニアテスト

開幕戦オーストラリアGPでは開幕前テスト時の快調さが打って変わって精彩を欠き、「僕たちはどうしてこんなに遅いの？」と漏らし、決勝でも4位に終わった。第2戦バーレーンGPではルクレールがPP獲得、決勝ではスタートで先行するも抜き返され、ハミルトンとの2位争いで陥落した直後に単独スピン、その際にタイヤを痛めた影響でフロントウィングを脱落させ、5位に終わる。そのため、同GP後にニコ・ロズベルグは「去年と同じベッテルがいた」「あれではF1チャンピオンは無理」と斬って捨て、J.J.レートも「ベッテルはかなりひどかった」「ベッテルは信頼を取り戻すためにもう少し頑張る必要があるね」と評し、これ以降もベッテルにすべての責任があるという論調が潮流となった。
ところが、中国GPのレース戦略やモナコGPでの予選のミスなどのチーム側の過失やスペインGPでマシンの戦闘力に課題があることが明確化されたことを通じて、ベッテル個人の問題以上にチーム側のほうに大きな問題を抱えていることが明らかとなった。そのため、戦略などドライバー以外の面を問題視する声も出始めたが、それ以上に目立ったベッテルのミスやルクレールの好走もあり、チームが表立って槍玉に挙げられることはなかった。それでも、第6戦モナコGPにて、ピットアウト時に他車と接触したことで5秒追加ペナルティが課されたフェルスタッペンの後方3位でフィニッシュして2位に繰り上がり、メルセデスの開幕からの連続1-2フィニッシュ記録を5で阻止。第7戦カナダGPでは今季初のポールポジションを獲得。決勝は48周目にターン3の縁石に乗った際に挙動を乱し連続するターン4を直進、なんとかコントロールを取り戻す段階で抜こうとしたハミルトンの進路を妨害したと判定され5秒ペナルティを受け、トップでフィニッシュするも2位降格となりハミルトンが繰り上がって優勝となった。
マシンの問題や第8戦からの不運もあるが、チームメイト対決での敗北や表彰台に上がれないレースが続き始める。メディアからの批判も目立っているなか、第4戦の結果を受け、ジャック・ビルヌーブがチームによるドライバー管理の問題やベッテルを集中的に批判する言動がチームを混乱させていると反論。現にモナコGP予選での一件のように、ベッテルとルクレールの対応に温度差があることが示唆された。それ以外にもレッドブル関係者のヘルムート・マルコのコメントを筆頭に、精彩を欠き過ぎている姿に心配する声や前述のビルヌーブのように周囲からのプレッシャーに苦しんでいるという見方をする者も多い。
そんななか、予選Q1開始直後のマシントラブルによりタイム計測ができず、最後尾からのスタートを強いられた第11戦ドイツGPでは、ミックスウェザーという難しいレース状況の中順位を上げて2位を獲得。第15戦シンガポールGPでは、トップを走るルクレールがタイヤ温存の為スローペースで以下数珠繋ぎとなる中、後ろのフェルスタッペンのピットインに対しベッテル側にも同時にピットインの指示。これが結果的に先頭ルクレールに対するアンダーカットとなり、1年ぶりの今季初勝利となった。ところが、第16戦ロシアGP以降はチーム側のドライバー管理が迷走。これにドライバーらが被害を被る形となったのが直因だが、双方が緊張を生む原因を作った面もあり、特に第20戦ブラジルGPで同士討ちを招く遠因となってしまった。最終的に1勝を挙げドライバーズランキング5位でシーズンを終えている。

#### 2020年

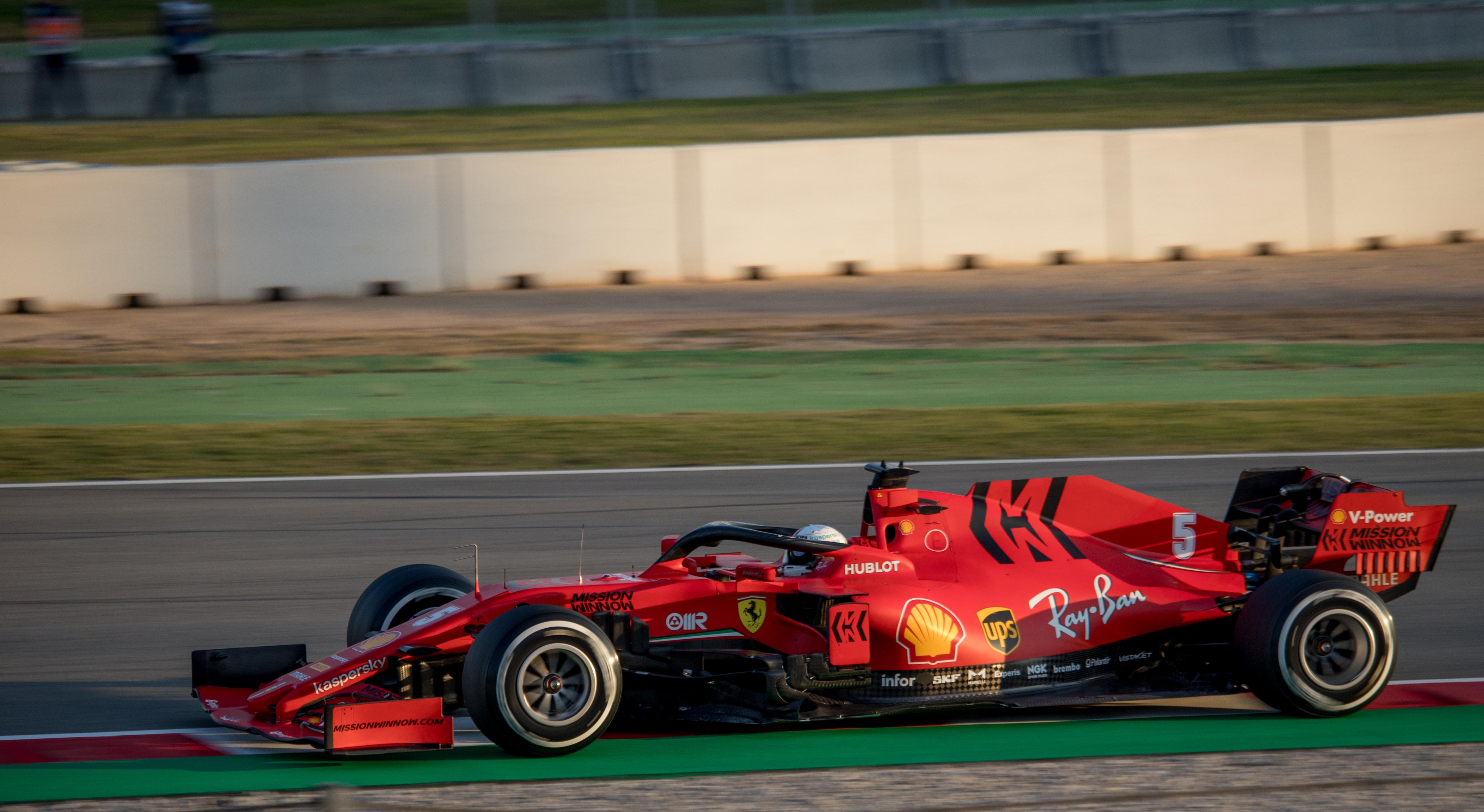
2020年カタロニアテスト

2020年もフェラーリに残留。この年が契約の最終年となり、メディアも年俸ダウンや短期契約を要求される交渉になると予想されており、延長の有無はともかく、自身にとっては勝負の年になると考えられていた。
しかし新型コロナウイルスの世界的な流行の影響でシーズンは開幕ができず、パフォーマンスを証明する機会もなく、厳しい立場となった。そんななか、5月12日、シーズンの開幕を待たずして2020年シーズン終了を以て、フェラーリを離脱することが発表された。その後、チーム側は、当初ベッテルの残留を優先し、交渉の準備もしていたが、新型コロナウイルスによる情勢変化により、チームの方針の変更やそれに伴いベッテルの契約延長がなくなったと彼に伝えており、そのうえでの交渉の有無は不明だが、最終的には双方ある程度納得していると主張した。一方でベッテル側はチーム側から契約延長が無いことを伝えられた点は認めるものの、その根拠には異を唱えており、そもそも、離脱発表前までチームから2021年以降の契約に関する話はなかったとコメントしている。
7月からレッドブルリンクでの2連戦も含めた3週連続開催でシーズンが開幕。だが、この年のマシンであるSF1000は扱いづらいマシンどころか前年より戦闘力が低いマシンであることが露呈。開幕戦オーストリアGPでは、ノートラブルにもかかわらず予選Q2敗退を喫し11番手スタート。決勝ではサバイバルレースとなったこともあり、レース中にサインツと接触スピンで後退しながらも最終的には10位でなんとか1ポイントを獲得したが、チェッカーを受けた中では下から2番目という結果であった。第2戦シュタイアーマルクGPではルクレール側の強引な攻め（この件はルクレールがレース後に公式に謝罪している）で同士討ちを喫しリタイア。
第6戦スペインGP前にチームはベッテル車に縁石による小さな破損があったとしてシャシーの交換を行い、多少復調の兆しを見せ、決勝で1ストップ戦略で7位入賞を果たした。しかし、関係の悪化によるものか、チーム側がどこか精彩を欠き、第5戦70周年GPではスタート直後のスピンが原因で戦略変更をしたとしつつも、ピットインのタイミングの調整に失敗したり、第6戦スペインGPでは1ストップ戦略の有無の判断が遅れるなどの出来事が起きている。第14戦トルコGPでは雨中、最初のタイヤ交換までハミルトンを抑えこみ続けたり最終ラップに2位ペレスまで追いつきルクレールが一旦ペレスを追い抜くもコースアウトしてしまう間に横を抜け今季最高の3位となり見せ場を作った。最終的にドライバーズランキング13位に終わった。
一方でこのままいけば来季のシートが喪失となるため、彼の動向に注目が集まっていた。そんななか、手法はともかくマシンの戦闘力が大幅に向上し、来シーズンからアストンマーティンへ名称変更するレーシングポイントへ移籍するのではという噂が盛んに流れるようになる。元々、チームは2019年にセルジオ・ペレスと3年間の長期契約を結んでおり、もう一つのシートもスポンサーの関係の深いランス・ストロールになるだろうと言われていたが、噂の過程で違約金などの条件を満たしてペレスを解雇するのではという見方もあり、ベッテルも第3戦の頃にはF1残留の一環でレーシングポイントも含めたチームと交渉していることを明らかにし、ペレス自身もベッテル加入の場合、放出されるのは自分だろうという覚悟もしていた。そんななか、第9戦トスカーナGP前となる9月10日、ペレス側がチームを今季で離れることを発表。その数時間後、チームからベッテルとの複数年契約を締結したことが発表された。

### アストンマーティン時代

#### 2021年

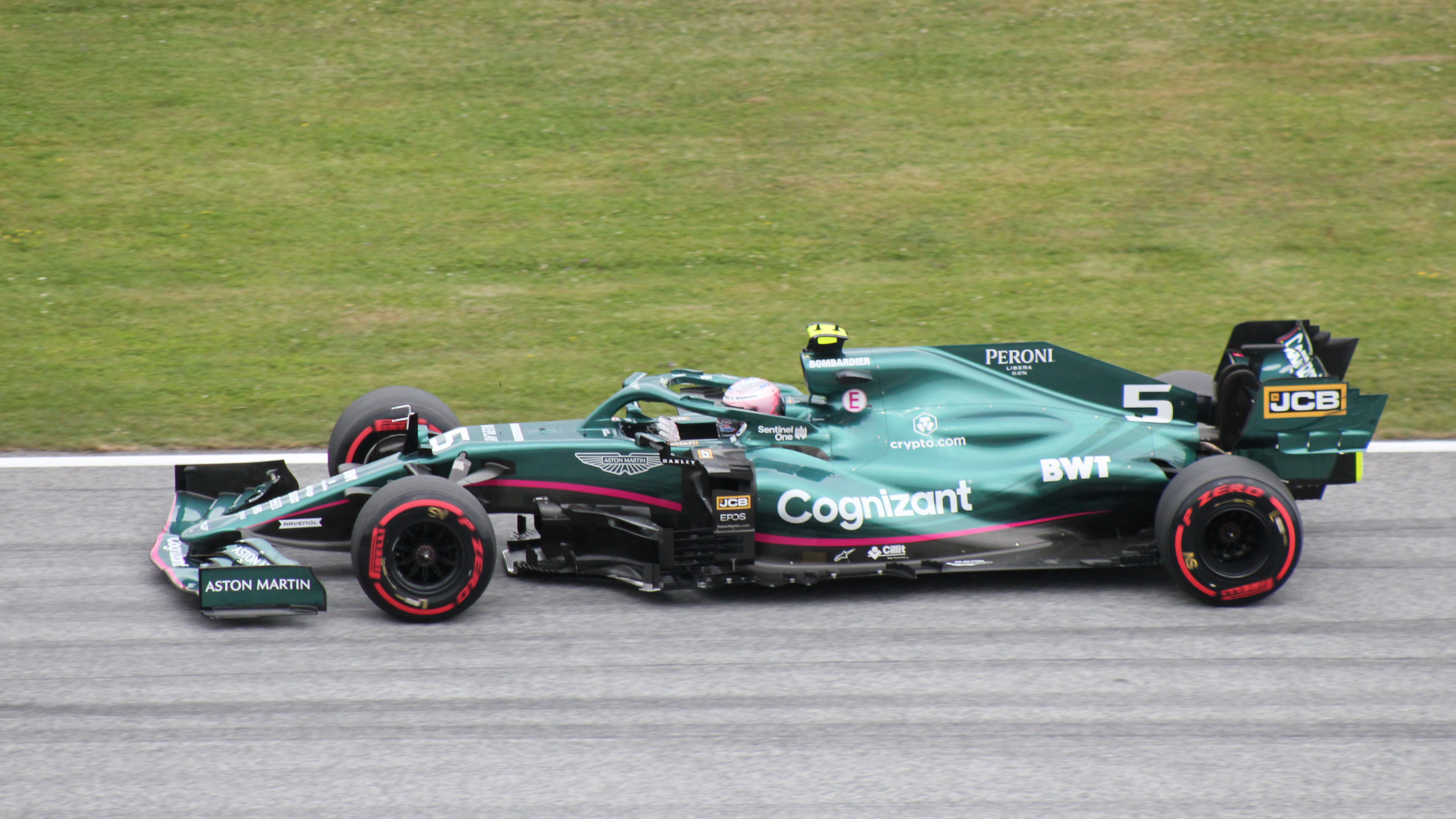
2021年オーストリアGP

予定通りレーシング・ポイントから改称されて再スタートするアストンマーティンから参戦。チームメイトはランス・ストロール。
開幕戦は精彩を欠き、第2戦は決勝でのマシントラブルの影響もあるが結果的に下位に沈む結果となってしまった。これについてはチームが2021年レギュレーションの対応に出遅れたことやプレシーズンテストでは自身のテスト担当の時間にてマシントラブルが続発したことでマシンの習熟にも遅れた影響もあったため、チームも擁護するが不振が目立ったため、批判よりむしろ心配されるほどであった。だが、第3戦で今季初かつ自身としては前年の第4戦以来となるQ3進出を果たし(決勝は13位完走)、第5戦では予選8番手からの決勝は5位となり今季初入賞を記録。次の第6戦では予選は11番手に終わるが、決勝はレース戦略が上手くいき、2位でチェッカーを受け、チームに初の表彰台をもたらした。第11戦ハンガリーGPでも波乱のレースをかいくぐって2位フィニッシュを飾るが、レース後にFIAがベッテルのマシンから0.3リットルの燃料サンプルしか抽出できず、技術規則に定められた1.0リットルに届かなかったためスチュワードは失格の裁定を下した。
最終的にドライバーズランキングは12位でシーズンを終えた一方、年間オーバーテイク数では全ドライバーで最多となる132回を記録し、2021年から新設されたオーバーテイク・アワードの最初の受賞者となった。

#### 2022年

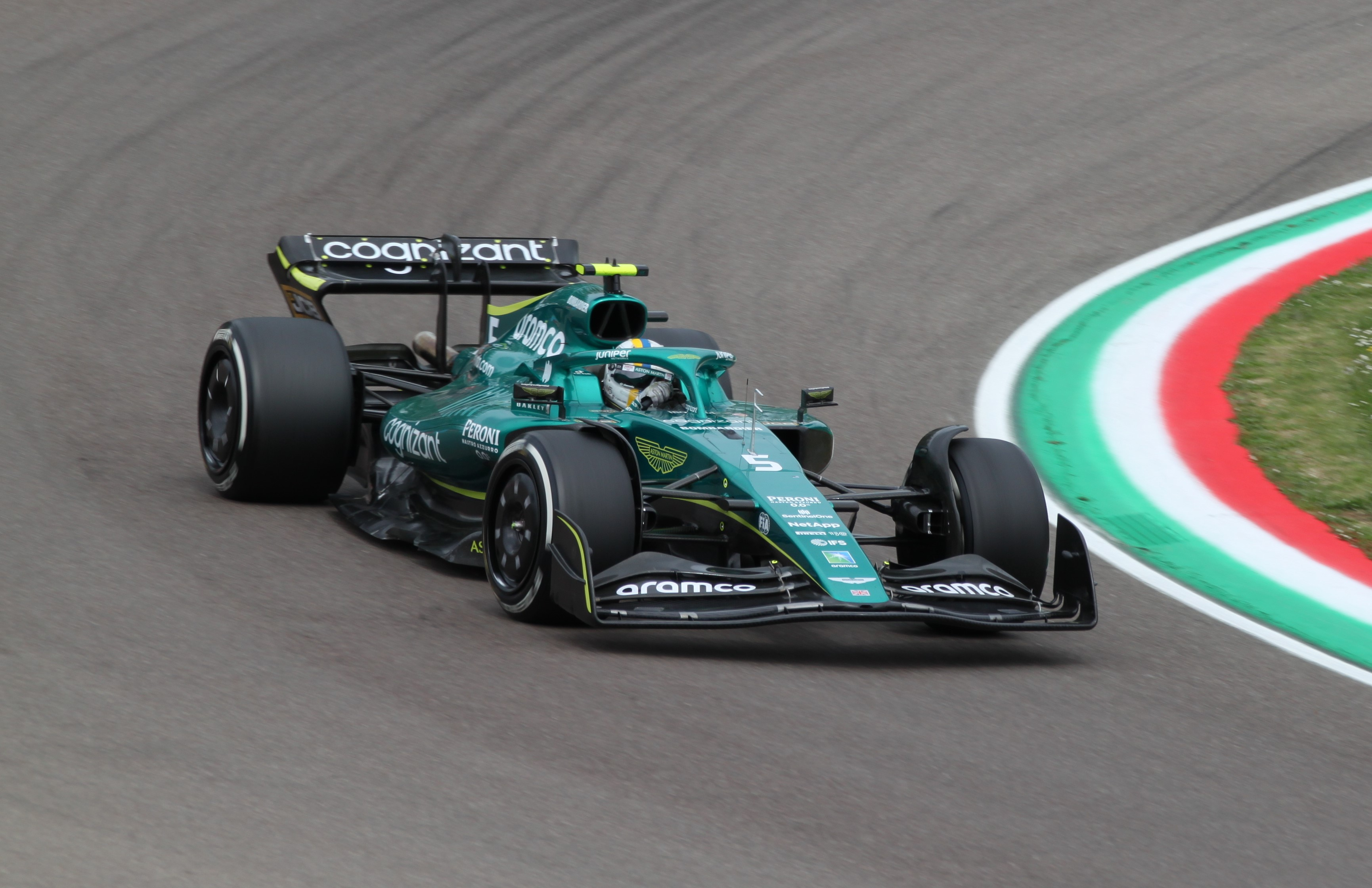
2022年エミリア・ロマーニャGP

第12戦フランスGP前の会見ではチームとの話し合いを始めると明かしていたが、第13戦ハンガリーGP前の7月28日にInstagramのアカウントを開設したことが報じられ、自身のInstagramにて2022年限りで現役を引退すると発表した。

## 家族と私生活

### 両親
ベッテルは自動車関連の仕事をしている父ノルベルト (Norbert) と、その妻で専業主婦の母ハイケ (Heike) の間に生まれた。シュテファニー (Stephanie) とメラニー (Melanie) の2人の姉妹と、ファビアン (Fabian) という弟がいる4人兄弟である。幼い頃から車に関わる父を見ており、また、母ハイケが献身的にベッテルのカート練習をサポートしたため、自身の今のキャリアがあると後に語っている。
2006年4月にベッテルは高校を卒業した。ドイツの高校は最後に州統一高校卒業資格試験があり、これに合格できないと卒業ができない。成績は1.0から6.0の間の数字で付けられ、1.0から4.0までが合格(1.0が最高成績)、4.1以下は不合格である。高校卒業資格試験はF3レースの4日前だったが、ベッテルは2.8と言うまずまずの成績を取り、F3でも優勝した。この成績ならどこかの大学に行く事もできたが、レーサーとしてのキャリアを選び進学しなかった。
2009年、ベッテルはボーデン湖のほとりに農場を買い、2010年3月にそこに家を建てて引っ越した。ボーデン湖はドイツとスイスとオーストリアの国境にもなっているが、ベッテルの家はスイス側のノイムリ(Neumüli)と言う小さな町にある。ノイムリはケメンタル市の付近であり、ボーデン湖の南西。

### 配偶者
結婚相手にハンナ・プラター (Hanna Prater) がいるが、公私をはっきりと分けるスタイルを取っており、交際当初レッドブルのチームに紹介していなかった。チームも彼のポリシーを尊重した。
ハンナは非常に穏やかで控えめな性格と報道されており、マスコミを避け穏やかな生活を望んでいるとの見方が強い。2006年、ベッテルがまだグランプリウィークの金曜日だけ出走するBMWのテストドライバーだった頃、イタリアGPのパドックにハンナを連れて来た事があった。ベッテルとハンナが揃って公の場に現れたのはこの時だけで、それ以来サーキットに来た事はない。しかしレース後のインタビューでベッテルが「いつも応援してくれるハンナとハンナの両親にありがとうと言いたい」とのコメントを残したり、休暇先でパパラッチに何度か写真を撮られたことがある。2012年には2人でFCバルセロナの試合を観戦している姿が撮影された。
また、ハンナはドイツ人の父とイギリス人の母とのハーフで、ベッテルよりも1学年年下。同じヘッペンハイムの高校で学び、その後ナゴルト市 (Nagold) 内の大学でテキスタイルデザイナーを勉強をし、ベッテルの農場で一緒に暮らしながらファッション業界の仕事をしている。
2014年1月12日に長女エミリーが誕生。2015年にも子供が生まれているが、ベッテルは当時「子供は2人、結婚はしていない。これらはプライベート」とだけ話し詳細に語ることを控えていた。その後正式に2019年に挙式し、3人目の子供(男の子)が生まれた。

## マシン・ニックネーム
- 自分に与えられたF1マシンに女性の名前を付けることで知られている。理由については「マシンと密接な関係になることが重要なんだ。女性に対しては、男になるからね」と答えている[84]。
  - Julie（ジュリー） - 2008年に初優勝したトロ・ロッソ STR3。
  - Kate（ケイト） - 2009年のレッドブル・RB5。
  - Kate's Dirty Sister（ケイトのけがれた妹） - 2009年オーストラリアGPで大破した後に新調したRB5。
  - Sexy Sadie（妖艶なセディ） - 2009年ドイツGP以降のRB5。
  - Luscious Liz（官能的なリズ） - 2010年のレッドブル・RB6[85][86]。
  - Randy Mandy（淫乱なマンディ） - Luscious Lizが同年モナコGPで破損したのちに用意されたRB6。このシャシーで自身初のタイトルを獲得した。
  - Kinky Kylie（変態カイリー） - 2011年のレッドブル・RB7。
  - Abbey（アビィ） - 2012年のRB8。最初の候補は「Everybody's Wife（みんなの奥さん）」だった[87]。
  - Hungry Heidi（腹ぺこハイジ）- 2013年のRB9。
  - Suzie（スージー）- 2014年のRB10。
  - EVA（イヴ）- 2015年のフェラーリ・SF15-T。
  - Margherita（マルゲリータ） - 2016年のSF16-H[88]。
  - Gina（ジーナ） - 2017年のSF70H[89]。
  - Loria（ローリア） - 2018年のSF71H[90]。
  - Lena（リーナ） - 2019年のSF90[91]。
  - Lucilla（ルキッラ） - 2020年のSF1000[92]。　
  - Honey Ryder (ハニー・ライダー) - 2021年のアストンマーティン・AMR21

## エピソード
- カート時代の恩師ゲルハルト・ノアックは、かつてミハエル・シューマッハを指導した人物でもある[93]。ベッテルは少年時代からシューマッハと面識があった[94]。後継者として「ベイビー・シューミ」と呼ばれたこともある[95]。
- ドライバーのシンボルであるヘルメットのカラーデザインを毎戦変更していた（同じグランプリでの予選と決勝で変えたこともある）。2010年開幕時はレッドブル・エナジードリンクの缶をモチーフとし、成分表示やプルトップまで描き込んだ[96]。2011年イギリスGPでは世話になっているメカニック達の顔写真をデザインした[97]。
- 多くのドライバーがマネージャーを雇っている中、マネージャーを雇っていない[98]。チームとの契約交渉は自分で行っている。
- キミ・ライコネンはベッテルを「F1で一番いいヤツだ。ほかのドライバーとは、ほとんど連絡を取っていない。ベッテルとは、ときどきバドミントンをするんだよ。とにかく彼は、あの中で一番いいヤツだ[99]」と語っている。
- BBCの自動車番組『トップ・ギア』第17シーズン3回目の放送で「Star in a Reasonably Priced Car」コーナーに出演。それまでF1ドライバー1位だったルーベンス・バリチェロの1分44秒3の記録をコンマ3秒上回る1分44秒0の最速記録を出した（当時）。
- イギリスの文化を好み、モンティ・パイソンや『リトル・ブリテン』のコメディ、ビートルズの音楽を楽しむ[100]。ビートルズの初盤レコードを4000ドル（35万円）以上で購入したこともある[101]。
- 2012年8月発売メラニー・フィオナの「Watch Me Work」のミュージックビデオに出演している[102]。
- 2019年にオークションにて、ウィリアムズ・FW14Bのナンバー08シャーシを270万ポンド（約4億4000万円）で購入した[103]。2022年イギリスグランプリでは所有者であるベッテル自らがデモランを行った。購入動機は「FW14Bには赤く5と書いてある。そのことに大きな意味がある。僕のカーナンバーも5番だ。レッドブルでの最初のワールドチャンピオン獲得時も、僕のマシンにはレッドファイブがついていた。この番号には何かしら関連するところがあるんだ」と述べている[104]。
- F1公式動画で投稿された、2021年シーズンのレギュラードライバー達でF1歴代ドライバーズチャンピオンの名前を2020年から遡って回答していく企画で、計71人の歴代ドライバーズチャンピオンの名前を全て回答した[105]。
- 個人のSNSアカウントだが、2022年7月まで所持していない人物であった（一見オフィシャル風に見えるアカウントが存在するが、非公認のファンサイトである）。所持しない理由を「ソーシャルメディアのプラットフォームは、彼らが主張するものとはまったく正反対のものだ」「僕はコミュニケーションをとる必要はない。なぜ僕が今いる場所を人に教えなければならないのか理解できないんだ。そうしている人を批判する気はないし、誰もがやりたいことをやる自由があるが、僕はこの"レース"に加わるつもりはないよ。」と述べている[106]。そのため、ベッテルがInstagramのアカウントを開設したという出来事だけで報じられるほどであった[72]。なお、ベッテルの「SNSデビュー」となるInstagram初投稿は2022年限りの引退発表で、二重の意味でF1界隈に衝撃を与える内容だった。
- 引退後も定期的にInstagramを更新しており、フォロワー数328万人の人気アカウントとしてファンからも好評を得ている。
- クロスオーバーSUVのインフィニティ・FX50には、V8エンジンで最高時速300kmに達する、世界150台限定生産のハイパフォーマンスモデル「セバスチャン・ベッテル・エディション」が存在した。
- 鈴鹿サーキットはお気に入りのコースの一つとしており、初めて走った2009年以降、通算4勝、表彰台は8回という成績を残している[107]。また、2019年日本GPの予選では1分27秒064を記録しコースレコードを更新した[108]。
- カート時代の1995年からアライのヘルメットを使用しており、自身の最後の日本GPでは、ヘルメットが収まっていた段ボール箱と同様のデザインに「ありがとうアライ」の文字が刻まれたヘルメットで参戦した[109]。
- 2022年アブダビGP開催週の木曜日には、ドライバー全員参加による送別会が開かれた。ベッテルは、送別会の中でも環境問題や地球温暖化問題に言及していたことが伝えられた[110]。
- 所属していたトロロッソはベッテルが離脱した後も若手や新人ドライバーの採用を続けた。こうしたドライバーはしばしばマシンを破壊したが、ヘルムート・マルコは「クラッシュしないドライバーなどいない。セバスチャン（ベッテル）だって最初の頃はほとんど、1周目にノーズを壊して戻ってきた。それも、成長していく一過程だ」としてベッテルを引き合いに出しながら擁護した[111]。

## レース戦歴

### 略歴
| 年   | シリーズ                         | チーム                                                                  | レース           | 勝利             | PP               | FL               | 表彰台           | ポイント         | 順位             |
| ---- | -------------------------------- | ----------------------------------------------------------------------- | ---------------- | ---------------- | ---------------- | ---------------- | ---------------- | ---------------- | ---------------- |
| 2003 | フォーミュラ・BMW ADAC           | アイフェルランド・レーシング                                            | 19               | 5                | 5                | 4                | 12               | 216              | 2位              |
| 2004 | フォーミュラ・BMW ADAC           | ADAC ベルリン＝ブランデンブルク                                         | 20               | 18               | 14               | 13               | 20               | 387              | 1位              |
| 2005 | フォーミュラ3・ユーロシリーズ    | ASL ミュッケ・モータースポーツ                                          | 20               | 0                | 0                | 1                | 6                | 63               | 5位              |
| 2005 | マスターズ・オブ・フォーミュラ3  | ASL ミュッケ・モータースポーツ                                          | 1                | 0                | 0                | 0                | 0                | N/A              | 11位             |
| 2005 | スペイン・フォーミュラ3選手権    | レーシング・エンジニアリング                                            | 1                | 0                | 0                | 0                | 1                | 8                | 15位             |
| 2005 | マカオグランプリ                 | ASM F3                                                                  | 1                | 0                | 0                | 0                | 1                | N/A              | 3位              |
| 2005 | フォーミュラ1                    | BMW・ウィリアムズF1チーム                                               | テストドライバー | テストドライバー | テストドライバー | テストドライバー | テストドライバー | テストドライバー | テストドライバー |
| 2006 | フォーミュラ3・ユーロシリーズ    | ASM フォーミュラ3                                                       | 20               | 4                | 1                | 5                | 9                | 75               | 2位              |
| 2006 | マスターズ・オブ・フォーミュラ3  | ASM フォーミュラ3                                                       | 1                | 0                | 0                | 0                | 0                | N/A              | 6位              |
| 2006 | フォーミュラ・ルノー3.5 シリーズ | カーリン・モータースポーツ                                              | 3                | 2                | 1                | 0                | 2                | 31               | 15位             |
| 2006 | マカオグランプリ                 | カーリン・モータースポーツ                                              | 1                | 0                | 0                | 0                | 0                | N/A              | 23位             |
| 2006 | フォーミュラ1                    | BMWザウバーF1チーム                                                     | テストドライバー | テストドライバー | テストドライバー | テストドライバー | テストドライバー | テストドライバー | テストドライバー |
| 2007 | フォーミュラ・ルノー3.5 シリーズ | カーリン・モータースポーツ                                              | 7                | 1                | 1                | 1                | 4                | 74               | 5位              |
| 2007 | フォーミュラ1                    | BMWザウバーF1チーム                                                     | 1                | 0                | 0                | 0                | 0                | 6                | 14位             |
| 2007 | フォーミュラ1                    | スクーデリア・トロ・ロッソ                                              | 7                | 0                | 0                | 0                | 0                | 6                | 14位             |
| 2008 | フォーミュラ1                    | スクーデリア・トロ・ロッソ                                              | 18               | 1                | 1                | 0                | 1                | 35               | 8位              |
| 2009 | フォーミュラ1                    | レッドブル・レーシング                                                  | 17               | 4                | 4                | 3                | 8                | 84               | 2位              |
| 2010 | フォーミュラ1                    | レッドブル・レーシング                                                  | 19               | 5                | 10               | 3                | 10               | 256              | 1位              |
| 2011 | フォーミュラ1                    | レッドブル・レーシング                                                  | 19               | 11               | 15               | 3                | 17               | 392              | 1位              |
| 2012 | フォーミュラ1                    | レッドブル・レーシング                                                  | 20               | 5                | 6                | 6                | 10               | 281              | 1位              |
| 2013 | フォーミュラ1                    | インフィニティ・レッドブル・レーシング                                  | 19               | 13               | 9                | 7                | 16               | 397              | 1位              |
| 2014 | フォーミュラ1                    | インフィニティ・レッドブル・レーシング                                  | 19               | 0                | 0                | 2                | 4                | 167              | 5位              |
| 2015 | フォーミュラ1                    | スクーデリア・フェラーリ                                                | 19               | 3                | 1                | 1                | 13               | 278              | 3位              |
| 2016 | フォーミュラ1                    | スクーデリア・フェラーリ                                                | 21               | 0                | 0                | 3                | 7                | 212              | 4位              |
| 2017 | フォーミュラ1                    | スクーデリア・フェラーリ                                                | 20               | 5                | 4                | 5                | 13               | 317              | 2位              |
| 2018 | フォーミュラ1                    | スクーデリア・フェラーリ                                                | 21               | 5                | 5                | 3                | 12               | 320              | 2位              |
| 2019 | フォーミュラ1                    | スクーデリア・フェラーリ スクーデリア・フェラーリ・ミッション・ウィノウ | 21               | 1                | 2                | 2                | 9                | 240              | 5位              |
| 2020 | フォーミュラ1                    | スクーデリア・フェラーリ・ミッション・ウィノウ                          | 17               | 0                | 0                | 0                | 1                | 33               | 13位             |
| 2021 | フォーミュラ1                    | アストンマーティン・コグニザント・フォーミュラワン・チーム              | 22               | 0                | 0                | 0                | 1                | 43               | 12位             |
| 2022 | フォーミュラ1                    | アストンマーティン・アラムコ・コグニザント・フォーミュラワン・チーム    | 20               | 0                | 0                | 0                | 0                | 37               | 12位             |

- * : 現状の今シーズン順位。

### フォーミュラ・BMW ADAC
| 年     | チーム                               | 1         | 2       | 3       | 4       | 5       | 6       | 7       | 8       | 9         | 10      | 11       | 12      | 13    | 14      | 15      | 16      | 17        | 18      | 19      | 20      | DC  | ポイント |
| ------ | ------------------------------------ | --------- | ------- | ------- | ------- | ------- | ------- | ------- | ------- | --------- | ------- | -------- | ------- | ----- | ------- | ------- | ------- | --------- | ------- | ------- | ------- | --- | -------- |
| 2003年 | アイフェルランド・レーシング         | HOC 1 Ret | HOC 2   | ADR 1   | ADR 2 1 | NÜR 1 3 | NÜR 2   | LAU 1 6 | LAU 2 7 | NOR 1 Ret | NOR 2 1 | NÜR 1 10 | NÜR 2   | NÜR 1 | NÜR 2   | A1R 1 6 | A1R 2 8 | ZAN 1 DNS | ZAN 2 3 | HOC 1 3 | HOC 2 1 | 2位 | 216      |
| 2004年 | ADAC ベルリン＝ブランデンブルク e.V. | HOC 1     | HOC 2 1 | ADR 1 2 | ADR 2 1 | NÜR 1   | NÜR 2 3 | LAU 1   | LAU 2 1 | NOR 1     | NOR 2 1 | NÜR 1    | NÜR 2 1 | OSC 1 | OSC 2 1 | ZAN 1   | ZAN 2 1 | BRN 1     | BRN 2 1 | HOC 1   | HOC 2 1 | 1位 | 387      |

- 太字はポールポジション、斜字はファステストラップ。(key)

### フォーミュラ3・ユーロシリーズ
| 年     | エントラント                   | シャシー          | エンジン           | 1        | 2       | 3       | 4        | 5         | 6        | 7        | 8        | 9       | 10        | 11      | 12      | 13       | 14    | 15      | 16        | 17      | 18       | 19       | 20       | DC  | ポイント |
| ------ | ------------------------------ | ----------------- | ------------------ | -------- | ------- | ------- | -------- | --------- | -------- | -------- | -------- | ------- | --------- | ------- | ------- | -------- | ----- | ------- | --------- | ------- | -------- | -------- | -------- | --- | -------- |
| 2005年 | ASL ミュッケ・モータースポーツ | ダラーラ F305/011 | メルセデス・ベンツ | HOC 1 15 | HOC 2 5 | PAU 1 7 | PAU 2 11 | SPA 1 DSQ | SPA 2 13 | MON 1 18 | MON 2 17 | OSC 1 5 | OSC 2 5   | NOR 1 2 | NOR 2 4 | NÜR 1 11 | NÜR 2 | ZAN 1 2 | ZAN 2     | LAU 1 3 | LAU 2 15 | HOC 1 13 | HOC 2 3  | 5位 | 57       |
| 2006年 | ASM・フォーミュラ3             | ダラーラ F305/059 | メルセデス・ベンツ | HOC 1 5  | HOC 2 1 | LAU 1 3 | LAU 2 6  | OSC 1 5   | OSC 2 14 | BRH 1 2  | BRH 2 7  | NOR 1 2 | NOR 2 Ret | NÜR 1   | NÜR 2 1 | ZAN 1 24 | ZAN 2 | CAT 1   | CAT 2 Ret | LMS 1 9 | LMS 2 9  | HOC 1 3  | HOC 2 12 | 2位 | 75       |

- 太字はポールポジション、斜字はファステストラップ。(key)

### フォーミュラ・ルノー3.5 シリーズ
| 年     | エントラント               | 1       | 2       | 3     | 4       | 5       | 6       | 7       | 8         | 9         | 10    | 11    | 12    | 13    | 14    | 15    | 16    | 17    | DC   | ポイント |
| ------ | -------------------------- | ------- | ------- | ----- | ------- | ------- | ------- | ------- | --------- | --------- | ----- | ----- | ----- | ----- | ----- | ----- | ----- | ----- | ---- | -------- |
| 2006年 | カーリン・モータースポーツ | ZOL 1   | ZOL 2   | MON 1 | IST 1   | IST 2   | MIS 1 2 | MIS 2 1 | SPA 1 Ret | SPA 2 DNS | NÜR 1 | NÜR 2 | DON 1 | DON 2 | LMS 1 | LMS 2 | CAT 1 | CAT 2 | 15位 | 28       |
| 2007年 | カーリン・モータースポーツ | MNZ 1 5 | MNZ 2 3 | NÜR 1 | NÜR 2 6 | MON 1 2 | HUN 1 4 | HUN 2 3 | SPA 1     | SPA 2     | DON 1 | DON 2 | MAG 1 | MAG 2 | EST 1 | EST 2 | CAT 1 | CAT 2 | 5位  | 74       |

- 太字はポールポジション、斜字はファステストラップ。(key)

### フォーミュラ1での記録

#### 最年少記録
- 最年少ポールポジション：21歳72日（2008年第14戦イタリアGP）
- 最年少ポールトゥウィン：21歳73日（2008年第14戦イタリアGP）
- 最年少ハットトリック：21歳353日（2009年8戦イギリスGP）
- 最年少ドライバーズチャンピオン：23歳134日（2010年第19戦アブダビGP）
- 最年少2年連続ドライバーズチャンピオン：24歳99日（2011年第15戦日本GP）
- 最年少3年連続ドライバーズチャンピオン：25歳145日（2012年最終戦ブラジルGP）
- 最年少4年連続ドライバーズチャンピオン：26歳116日（2013年第16戦インドGP）

#### 元最年少記録
- 最年少完走：19歳349日（2007年第7戦アメリカGP）⇒ハイメ・アルグエルスアリ19歳125日（2009年第10戦ハンガリーGP）⇒マックス・フェルスタッペン17歳180日（2015年第2戦マレーシアGP）
- 最年少入賞：19歳349日（2007年第7戦アメリカGP）⇒ダニール・クビアト19歳323日（2014年開幕戦オーストラリアGP）⇒マックス・フェルスタッペン17歳180日（2015年第2戦マレーシアGP）
- 最年少ラップリーダー：20歳89日（2007年第15戦日本GP）⇒マックス・フェルスタッペン18歳227日（2016年第5戦スペインGP）
- 最年少表彰台：21歳73日（2008年第14戦イタリアGP）⇒マックス・フェルスタッペン18歳227日（2016年第5戦スペインGP）
- 最年少優勝：21歳73日（2008年第14戦イタリアGP）⇒マックス・フェルスタッペン18歳227日（2016年第5戦スペインGP）
- 最年少グランドスラム：24歳119日（2011年第17戦インドGP）⇒マックス・フェルスタッペン23歳277日（2021年第9戦オーストリアGP）

#### 最多記録
- 年間最多ポールポジション数：15回（2011年）[112]
- 年間最多表彰台回数：17回（2011年、歴代1位タイ）⇒にミハエル・シューマッハ（2002年）、ルイス・ハミルトン（2015年，2016年）とタイ記録樹立。

#### 史上初記録
- 初タイトル獲得から4連続ドライバーズチャンピオン。⇒マックス・フェルスタッペンが2021～2024年に4連覇を達成し、タイ記録となった。
- 最多連続優勝記録（9回）（2013年第11戦ベルギーGP〜2013年最終戦ブラジルGP）⇒マックス・フェルスタッペンの10回（2023年第5戦マイアミGP〜2023年第15戦イタリアGP）に記録更新された。

#### 年度別成績
| 年     | エントラント       | シャシー | エンジン                              | 1       | 2       | 3       | 4       | 5       | 6       | 7       | 8       | 9       | 10       | 11        | 12     | 13      | 14      | 15      | 16      | 17      | 18      | 19       | 20      | 21      | 22     | WDC  | ポイント |
| ------ | ------------------ | -------- | ------------------------------------- | ------- | ------- | ------- | ------- | ------- | ------- | ------- | ------- | ------- | -------- | --------- | ------ | ------- | ------- | ------- | ------- | ------- | ------- | -------- | ------- | ------- | ------ | ---- | -------- |
| 2006年 | BMWザウバー        | F1.06    | BMW P86 2.4 V8                        | BHR     | MAL     | AUS     | SMR     | EUR     | ESP     | MON     | GBR     | CAN     | USA      | FRA       | GER    | HUN     | TUR TD  | ITA TD  | CHN TD  | JPN TD  | BRA TD  |          |         |         |        | -    | -        |
| 2007年 | BMWザウバー        | F1.07    | BMW P86/7 2.4 V8                      | AUS TD  | MAL TD  | BHR     | ESP     | MON     | CAN     | USA 8   | FRA     | GBR     | EUR      |           |        |         |         |         |         |         |         |          |         |         |        | 14位 | 6        |
| 2007年 | トロ・ロッソ       | STR2     | フェラーリ 056 2.4 V8                 |         |         |         |         |         |         |         |         |         |          | HUN 16    | TUR 19 | ITA 18  | BEL Ret | JPN Ret | CHN 4   | BRA Ret |         |          |         |         |        | 14位 | 6        |
| 2008年 | トロ・ロッソ       | STR2B    | フェラーリ 056 2.4 V8                 | AUS Ret | MAL Ret | BHR Ret | ESP Ret | TUR 17  |         |         |         |         |          |           |        |         |         |         |         |         |         |          |         |         |        | 8位  | 35       |
| 2008年 | トロ・ロッソ       | STR3     | フェラーリ 056 2.4 V8                 |         |         |         |         |         | MON 5   | CAN 8   | FRA 12  | GBR Ret | GER 8    | HUN Ret   | EUR 6  | BEL 5   | ITA 1   | SIN 5   | JPN 6   | CHN 9   | BRA 4   |          |         |         |        | 8位  | 35       |
| 2009年 | レッドブル         | RB5      | ルノー RS27 2.4 V8                    | AUS 13† | MAL 15† | CHN 1   | BHR 2   | ESP 4   | MON Ret | TUR 3   | GBR 1   | GER 2   | HUN Ret  | EUR Ret   | BEL 3  | ITA 8   | SIN 4   | JPN 1   | BRA 4   | ABU 1   |         |          |         |         |        | 2位  | 84       |
| 2010年 | レッドブル         | RB6      | ルノー RS27 2.4 V8                    | BHR 4   | AUS Ret | MAL 1   | CHN 6   | ESP 3   | MON 2   | TUR Ret | CAN 4   | EUR 1   | GBR 7    | GER 3     | HUN 3  | BEL 15  | ITA 4   | SIN 2   | JPN 1   | KOR Ret | BRA 1   | ABU 1    |         |         |        | 1位  | 256      |
| 2011年 | レッドブル         | RB7      | ルノー RS27 2.4 V8                    | AUS 1   | MAL 1   | CHN 2   | TUR 1   | ESP 1   | MON 1   | CAN 2   | EUR 1   | GBR 2   | GER 4    | HUN 2     | BEL 1  | ITA 1   | SIN 1   | JPN 3   | KOR 1   | IND 1   | ABU Ret | BRA 2    |         |         |        | 1位  | 392      |
| 2012年 | レッドブル         | RB8      | ルノー RS27 2.4 V8                    | AUS 2   | MAL 11  | CHN 5   | BHR 1   | ESP 6   | MON 4   | CAN 4   | EUR Ret | GBR 3   | GER 5    | HUN 4     | BEL 2  | ITA 22† | SIN 1   | JPN 1   | KOR 1   | IND 1   | ABU 3   | USA 2    | BRA 6   |         |        | 1位  | 281      |
| 2013年 | レッドブル         | RB9      | ルノー RS27 2.4 V8                    | AUS 3   | MAL 1   | CHN 4   | BHR 1   | ESP 4   | MON 2   | CAN 1   | GBR Ret | GER 1   | HUN 3    | BEL 1     | ITA 1  | SIN 1   | KOR 1   | JPN 1   | IND 1   | ABU 1   | USA 1   | BRA 1    |         |         |        | 1位  | 397      |
| 2014年 | レッドブル         | RB10     | ルノー Energy F1-2014 1.6 V6 t        | AUS Ret | MAL 3   | BHR 6   | CHN 5   | ESP 4   | MON Ret | CAN 3   | AUT Ret | GBR 5   | GER 4    | HUN 7     | BEL 5  | ITA 6   | SIN 2   | JPN 3   | RUS 8   | USA 7   | BRA 5   | ABU 8    |         |         |        | 5位  | 167      |
| 2015年 | フェラーリ         | SF15-T   | フェラーリ 060 1.6 V6 t               | AUS 3   | MAL 1   | CHN 3   | BHR 5   | ESP 3   | MON 2   | CAN 5   | AUT 4   | GBR 3   | HUN 1    | BEL 12†   | ITA 2  | SIN 1   | JPN 3   | RUS 2   | USA 3   | MEX Ret | BRA 3   | ABU 4    |         |         |        | 3位  | 278      |
| 2016年 | フェラーリ         | SF16-H   | フェラーリ 061 1.6 V6 t               | AUS 3   | BHR DNS | CHN 2   | RUS Ret | ESP 3   | MON 4   | CAN 2   | EUR 2   | AUT Ret | GBR 9    | HUN 4     | GER 5  | BEL 6   | ITA 3   | SIN 5   | MAL Ret | JPN 4   | USA 4   | MEX 5    | BRA 5   | ABU 3   |        | 4位  | 212      |
| 2017年 | フェラーリ         | SF70H    | フェラーリ 062 1.6 V6 t               | AUS 1   | CHN 2   | BHR 1   | RUS 2   | ESP 2   | MON 1   | CAN 4   | AZE 4   | AUT 2   | GBR 7    | HUN 1     | BEL 2  | ITA 3   | SIN Ret | MAL 4   | JPN Ret | USA 2   | MEX 4   | BRA 1    | ABU 3   |         |        | 2位  | 317      |
| 2018年 | フェラーリ         | SF71H    | フェラーリ 062 EVO 1.6 V6 t           | AUS 1   | BHR 1   | CHN 8   | AZE 4   | ESP 4   | MON 2   | CAN 1   | FRA 5   | AUT 3   | GBR 1    | GER Ret   | HUN 2  | BEL 1   | ITA 4   | SIN 3   | RUS 3   | JPN 6   | USA 4   | MEX 2    | BRA 6   | ABU 2   |        | 2位  | 320      |
| 2019年 | フェラーリ         | SF90     | フェラーリ 064 1.6 V6 t               | AUS 4   | BHR 5   | CHN 3   | AZE 3   | ESP 4   | MON 2   | CAN 2   | FRA 5   | AUT 4   | GBR 16   | GER 2     | HUN 3  | BEL 4   | ITA 13  | SIN 1   | RUS Ret | JPN 2   | MEX 2   | USA Ret  | BRA 17† | ABU 5   |        | 5位  | 240      |
| 2020年 | フェラーリ         | SF1000   | フェラーリ 065 1.6 V6 t               | AUT 10  | STY Ret | HUN 6   | GBR 10  | 70A 12  | ESP 7   | BEL 13  | ITA Ret | TUS 10  | RUS 13   | EIF 11    | POR 10 | EMI 12  | TUR 3   | BHR 13  | SKH 12  | ABU 14  |         |          |         |         |        | 13位 | 33       |
| 2021年 | アストンマーティン | AMR21    | メルセデス M12 E Performance 1.6 V6 t | BHR 15  | EMI 15† | POR 13  | ESP 13  | MON 5   | AZE 2   | FRA 9   | STY 12  | AUT 17† | GBR Ret8 | HUN DSQ   | BEL 5‡ | NED 13  | ITA 12  | RUS 12  | TUR 18  | USA 10  | MXC 7   | SÃO 1110 | QAT 10  | SAU Ret | ABU 11 | 12位 | 43       |
| 2022年 | アストンマーティン | AMR22    | メルセデス M13 E Performance 1.6 V6 t | BHR     | SAU     | AUS Ret | EMI 813 | MIA 17† | ESP 11  | MON 10  | AZE 6   | CAN 12  | GBR 8    | AUT 1719† | FRA 11 | HUN 10  | BEL 8   | NED 14  | ITA Ret | SIN 8   | JPN 6   | USA 8    | MXC 14  | SÃO 119 | ABU 10 | 12位 | 37       |

- 太字はポールポジション、斜字はファステストラップ。(key)
- † : リタイアだが、90%以上の距離を走行したため規定により完走扱い。
- 決勝順位右上の小数字はスプリント予選・スプリントレースでの順位。
- ‡ : ハーフポイント。レース周回数が75%未満で終了したため、得点が半分となる。